# Hébron
Pour les articles homonymes, voir Hebron et Khalil.
Hébron, en hébreu : חֶבְרוֹן (Hevron) et en arabe : ٱلْخَلِيل (Al-Khalil), est une ville palestinienne de Cisjordanie (Territoires palestiniens occupés), implantée dans la région des monts de Judée, au sud de Jérusalem. C'est une des plus anciennes cités du Proche-Orient encore habitée.
C'était une ancienne ville cananéenne avant d'être conquise sur les Philistins par la tribu de Juda et de devenir le lieu de couronnement et la capitale du roi David, avant la conquête de Jérusalem sur la tribu des Jébuséens.
Elle est considérée comme une ville sainte par les juifs, les chrétiens et les musulmans, en raison de la présence du Tombeau des Patriarches, ou mosquée d'Abraham. Ce bâtiment fut construit il y a 2000 ans par le roi Hérode Ier le Grand au-dessus de la grotte de Machpela où auraient été enterrés Abraham et sa famille il y a 3500 ans.
Depuis la conquête arabe sur les populations autochtones chrétiennes (araméennes) en 638, la ville a connu la cohabitation d'une minorité juive aux côtés d'une majorité musulmane.
Hébron compte en 2016 plus de 200 000 Palestiniens et  850 colons israéliens. La plupart de ces derniers sont des étudiants de la yechiva et des habitants concentrés dans et autour du vieux quartier, dans des colonies israéliennes. L'implantation de colonies de peuplement par Israël a été condamnée par l'Assemblée générale des Nations unies dans le cadre de résolutions du Conseil de sécurité. Elles sont ainsi jugées illégales au regard du droit international, ce que le gouvernement israélien conteste, ainsi que les États-Unis, depuis le 18 novembre 2019,.
Le protocole d'Hébron a été signé en 1997 entre Israël et l'Autorité palestinienne et divise la ville en zones de souverainetés israélienne et palestinienne. Dans le contexte du conflit israélo-palestinien, la ville d'Hébron est le théâtre de tensions religieuses et politiques qui ont causé de nombreux morts. L'armée israélienne y a déployé une brigade d'élite (la brigade Kfir) dont un bataillon stationne à Hébron,,. La communauté internationale y a déployé des observateurs dont la mission est de surveiller et de rapporter les incidents, et dans ce contexte, de « maintenir une vie normale dans la ville d'Hébron et en conséquence créer un sentiment de sécurité parmi les Palestiniens d'Hébron ». Néanmoins, les Palestiniens sont sujets à de nombreuses violences de la part des soldats ou des colons, qui agissent dans l'impunité. La ville est décrite comme une « sorte de laboratoire de l’occupation où sont mises au point les techniques de contrôle de la population palestinienne ».
Son centre est inscrit depuis le 7 juillet 2017 sur la Liste du patrimoine mondial du Comité du patrimoine mondial de l'UNESCO.

## Toponymie
Le nom hébreu Hévron, aussi bien que le nom arabe Al-Khalil, signifient tous deux l'ami, en référence à Abraham, l'Ami de Dieu ("HeVRon" a pour racine Hvr, et vient de "'HaVeR" qui signifie en hébreu "ami").
En hébreu, le nom de Hevron, déjà présent dans le texte biblique il y a plus de 2500 ans, a pour racine חֶבְר, dont dérivent beaucoup de mots qui ont une signification de lier, associer ou encore allier. Le mot hébreu Haver qui signifie ami est de cette même racine. Le suffixe du nom, composé d'un Vav et d'un Noun, indique un lieu. Hébron désignerait donc le lieu de l'alliance. Le nom d'Hébron n'a pas de rapport avec le mot « hébreu » : le premier commence par un Het alors que le second, 'Ivry, commence par un Ayin.
Le nom d'Hébron peut aussi être dérivé du mot arabe Hibr, signifiant « être lié, associé ».
En arabe, le terme Al khalil signifie « ami privilégié » et a une connotation supérieure au simple ami. Il fait référence à un verset du Coran, Sourate 4:125 : « … Et Allah avait pris Ibrahim pour ami privilégié (Khalil) ». Ce verset décrit la situation où Ibrahim s'est détourné de l'adoration des idoles vénérées par son peuple et détruit toutes celles du panthéon [réf. nécessaire].

## Histoire

### Préhistoire
La ville a fait l'objet de fouilles de 1963 à 1967 par Philip Hammond, dont seule une partie des résultats ont été publiés. Ses découvertes portent sur les périodes du bronze ancien, du bronze moyen II, du bronze récent, du fer I et II, ainsi que des périodes grecque et hérodiennes. Entre 1984 et 1986, Avi Ofer a repris les fouilles, puis en 1998 une nouvelle mission a été conduite par Yuval Peleg. Des fouilles de sauvetage ont été effectuées en 1999 par Emanuel Eisenberg.
Le site est une colline aménagée avec des terrassements artificiels et couvre 6 hectares.
À l'époque du bronze Ancien, une importante cité entourée de murailles existe à cette époque. La ville est détruite vers 2300 av. J.-C. La cité est protégée par un mur de 6 mètres d’épaisseur.
À l'époque du bronze moyen, près de 500 ans après sa destruction, vers -1800, les Cananéens s'installent à Hébron. Ils bâtissent une ville plus grande et plus imposante que la précédente. Ses murs et ses tours de défense sont faits d'énormes blocs de pierres, certains mesurant plus de 2 mètres de long et pesant plus de 10 tonnes. Une tour qui gardait la porte de la ville, bien que partiellement détruite, mesure encore 6 m de hauteur. Ce mur sera conservé et réutilisé jusqu'à la fin du Fer II, au VIe siècle. Au pied de la colline, la tombe 4 est une grotte naturelle qui contient 8 tombeaux. Plus de 100 poteries ainsi que des bijoux et des scarabées de type hyksos y ont été trouvés.
À l'époque du bronze récent (vers -1550 -1200), il semble n'y avoir qu'une faible occupation, qui contraste avec l'imposante cité du bronze moyen. L'idée qu'il n'y ait pas du tout de ville au Bronze Récent est due à Avi Ofer, qui y trouve pourtant quelques poteries typiques de cette époque, mais pas de strate correspondante ; il pense alors à l'utilisation du site par une population nomade. Cependant Hammond décrit une ville active à l'époque, particulièrement au Bronze Récent II. Yuval Peleg, lui, trouve plus de 50 tombes datant du Bronze Récent, contenant des poteries, des objets de bronze et des scarabées au nom de Thoutmôsis III (1479–1425 B.C.E.) et d'Amenophis III (1391–1353 B.C.E.). Certaines habitations du bronze moyen sont réutilisées au bronze récent. Un scarabée au nom de Ramsès II (1290–1224 B.C.E.) est trouvé dans l'une d'elles.
Au début de l'Âge de fer, la culture matérielle d'Hébron est similaire à celle des sites du Fer I existant aux alentours, y compris des jarres à colliers souvent associées avec les premiers israélites, et peut-être une maison à quatre pièces. C'est la période la plus florissante de la cité, aux XIe et Xe siècles. Selon Avi Ofer, l'occupation dépasse même les murailles du Bronze Récent. La période d'installation des premiers israélites, vers 1200 av. J.-C., ne révèle rien de particulier.
À la fin de l'Âge de fer, de nombreuses découvertes sont faites au Fer II, notamment au Xe siècle. En 700 av. J.-C., des jarres portant des inscriptions, dits sceaux LMLK ont été trouvées à Hébron et mentionnent le nom de la ville en hébreu.

### Antiquité
Après la destruction du Premier Temple de Jérusalem, vers -587, la plupart des Israélites d'Hébron sont exilés à Babylone, et des Iduméens s'installent à leur place. Sous la domination perse achéménide, une partie des Juifs y retournent[réf. nécessaire]. Le royaume juif des Hasmonéens  soumet la ville sous Judas Maccabée en 167 avant J.-C. et sous le règne de Jean Hyrcan la plupart des Iduméens sont convertis au judaïsme. Hérode le Grand, roi de Judée, lui-même d'origine iduméenne, fait construire le mur d'enceinte qui entoure encore aujourd'hui le Tombeau des Patriarches.
Pendant la Première guerre judéo-romaine, la ville est conquise par Simon bar Giora, chef des Sicaires.
Hébron est ensuite sous domination romane et byzantine. L'empereur Justinien érige une église sur le lieu du caveau des Patriarches au VIe siècle. Cette église sera détruite par les Sassanides.

### Moyen Âge
Le Califat établit sa domination sur Hébron sans résistance en 638. L'église byzantine est alors transformée en mosquée. Les échanges se multiplient avec les Bédouins du Néguev et la population à l'est de la mer Morte. Des sources musulmanes et chrétiennes notent que Omar Ier autorise les Juifs à construire une synagogue et un carré de cimetière près de la Grotte de Macpela.
La domination arabe dure jusqu'en 1099, quand Godefroy de Bouillon prend la ville et la renomme "Castellion Saint Abraham". Les Croisés convertissent la mosquée et la synagogue en églises et les Juifs vivant à Hébron en sont expulsés.
En 1166, Maïmonide se rend à Hébron et écrit : « Et au premier jour de la semaine, le 9e jour du mois de Heshvan, je quittais Jérusalem pour Hébron pour embrasser les tombes de mes ancêtres dans la Grotte de Makhpela. Et le même jour, je me tenais dans la grotte et je priais, louant l'Éternel pour tout ».
Le kurde musulman Saladin prend Hébron en 1187, et redonne à la ville son nom de "Hébron". Richard Cœur de Lion lui reprend rapidement la ville.
En 1260, Baybars établit la domination des Mamelouks; des minarets sont construits sur la Mosquée d'Abraham construite à cette époque au-dessus du Tombeau des Patriarches.
Pendant cette période, une petite communauté juive continue de vivre à Hébron ; toutefois, le climat est moins tolérant envers les Juifs et les Chrétiens que pendant l'époque musulmane. Une taxe est imposée aux Juifs qui veulent se rendre sur le Tombeau puis en 1266, un décret interdit l'accès aux Juifs et aux Chrétiens. Ils ne sont autorisés qu'à se tenir sur une marche à l'extérieur du mur oriental de la structure.
Jean de Mandeville écrit que les juifs et les chrétiens étaient vus « comme des chiens ». De nombreux visiteurs juifs et chrétiens écrivent sur la communauté juive de Hébron. Parmi eux, un étudiant de Moshe ben Nahman (en 1270), le voyageur Ishtori haFarhi (en 1322), Stephen von Gumfenberg (en 1449), Rabbi Meshulam de Voltara (en 1481) et Rabbi Ovadia de Bertinoro, un illustre commentateur de la Bible (en 1489). Dès 1333, il est fait mention, par Hakham Yishak Hilo de Larissa (en Grèce) de visite à Hébron, de Juifs y travaillant le verre et commerçant du coton. Il note qu'à Hébron, "il y a une ancienne synagogue où ils prient jour et nuit".
Au XIXe siècle, Zedakah ben Shomron, un érudit karaïte, écrit sur la présence juive permanente et décrit un homme juif comme le « gardien du tombeau ». El Makdesi, un historien arabe, décrit « une synagogue et une cuisine que les Juifs ont mises en place pour tous les pèlerins riches et pauvres » à la fin du siècle.

### Domination ottomane

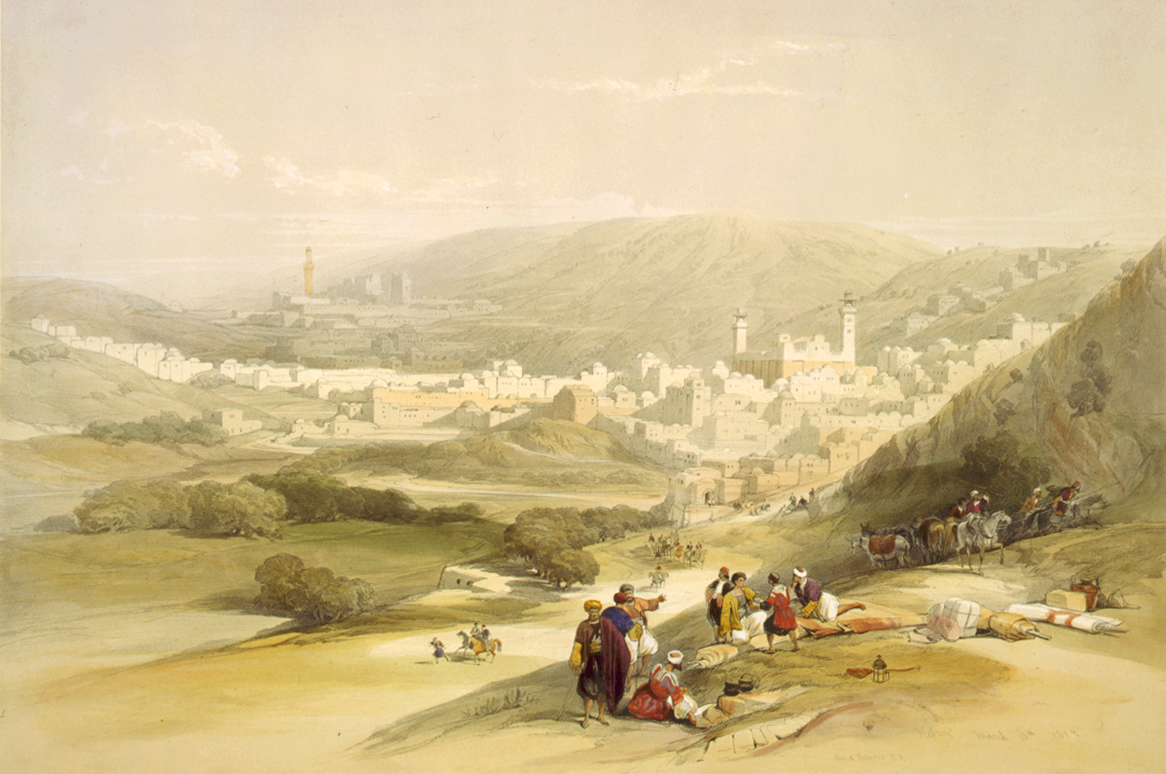
Hébron en 1839, par David Roberts.

De 1517 à 1917, la ville d'Hébron appartient à l'Empire ottoman. Des groupes de Juifs venus d'autres parties de Terre sainte, ainsi que des Juifs expulsés d'Espagne et d'autres régions de la diaspora juive, se réinstallent dans la ville.
En 1517, un massacre de Juifs est commis dans la ville par des soldats turcs de l'Empire ottoman. Une grande partie de la communauté juive de cette ville est violée et assassinée,. Les soldats turcs s'adonnent également à des pillages.

En 1533, des Juifs se réinstallèrent dans la ville. En 1540, Rabbi Malkiel Ashkenazi achète un terrain pour y construire la synagogue Abraham Avinou. En 1807, la communauté juive achète une zone de 5 dounams, là où le marché de Hébron se tient aujourd'hui. Hébron devient alors un centre de l'étude juive.

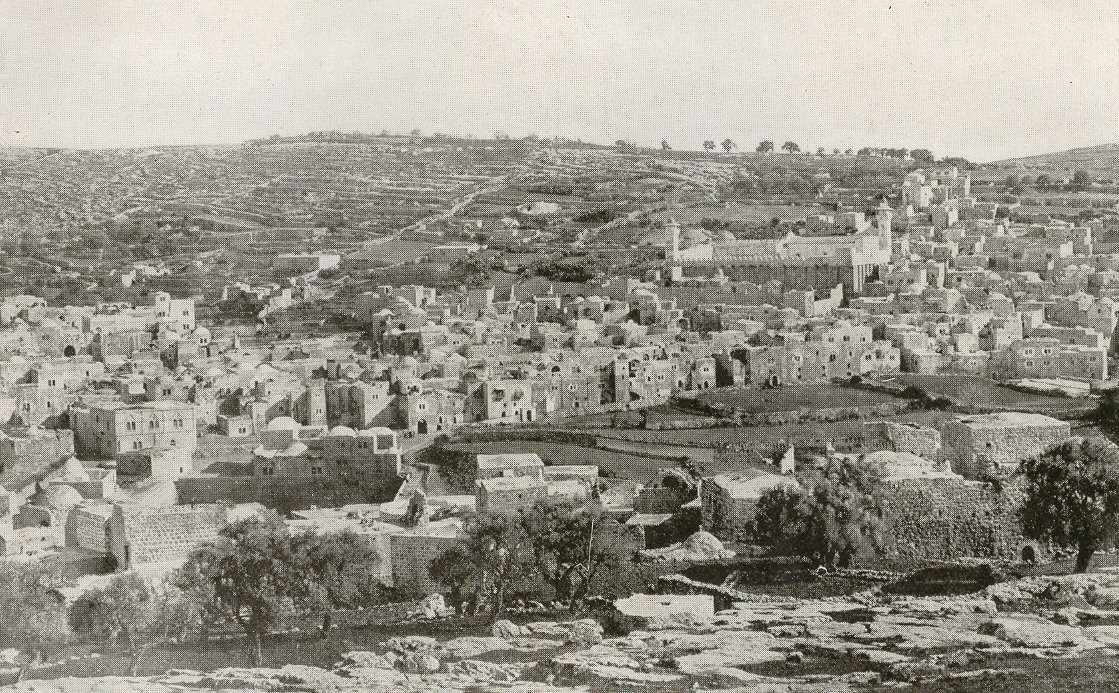
Hébron en 1910.

Le 24 juillet 1834, des soldats égyptiens sous les ordres d'Ibrahim Pacha massacrent des Arabes musulmans et des Juifs dans la ville. Les Arabes sont tués en représailles de leur révolte contre leur enrôlement forcé dans son armée. Les Juifs, bien que n'ayant pas participé à la révolte, subissent des exactions et 12 d'entre eux sont assassinés,. L’armée d'Ibrahim Pacha occupe la ville jusqu'en 1840.

### Sous le mandat britannique

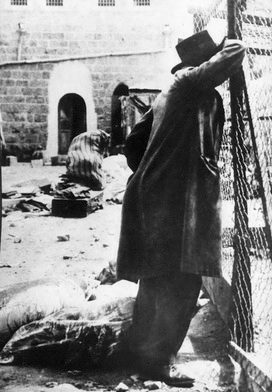
le massacre de 1929.

En décembre 1917 et pendant la Première Guerre mondiale, les Britanniques occupent Hébron. La déclaration Balfour de novembre 1917 précise la position du Royaume-Uni en faveur de l'établissement d'un foyer national juif en Palestine.
À l'issue de la Première Guerre mondiale, la Société des Nations (ancêtre de l'ONU) donne aux Britanniques un mandat sur la Palestine, officialisé en juillet 1922. La population arabe se révolte à plusieurs reprises, notamment les émeutes de 1920.
En 1929, le conflit touche particulièrement la ville d'Hébron où des Arabes massacrent 67 Juifs et en blessent 60. Des maisons juives et des synagogues sont saccagées. 
Une commission d'enquête britannique est nommée après les émeutes. Dans l'ancien hôpital de la colonie israélienne de Beit Hadassah se trouve aujourd'hui un petit musée-mémorial consacré à cette tragédie.
Deux ans plus tard, 35 familles juives retournent sur les ruines du quartier juif de Hébron mais, après de nouveaux soulèvements arabes, le gouvernement britannique décide de déplacer tous les Juifs hors de Hébron pour « éviter un autre massacre ». Hébron est resté dans la Palestine mandataire britannique jusqu'en 1948.

### Pendant l'annexion jordanienne
Le plan de partage de la Palestine de 1947 laisse Hébron à la Palestine qui doit être constituée en État. Toutefois, après le rejet de ce plan par les dirigeants arabes et la Guerre de Palestine de 1948, ce dernier ne voit pas le jour et la ville passe sous administration égyptienne puis sous autorité jordanienne après l'Opération Yoav et la débâcle de l'armée égyptienne.
En mars 1950, la Jordanie organise des élections et le Parlement élu vote en avril l'annexion de l'ensemble de la Cisjordanie par le Royaume hachémite de Jordanie. Les habitants reçoivent alors la nationalité jordanienne. L'annexion n'est toutefois reconnue que par la Grande-Bretagne. Elle est rejetée par la Ligue arabe et le gouvernement national palestinien établi à Gaza. Israël ne fait aucun commentaire officiel[réf. nécessaire].
Les Juifs ne sont plus autorisés à se rendre sur leurs lieux saints en Cisjordanie, notamment Hébron. Le quartier juif et des cimetières sont détruits et un enclos à animaux est construit sur les ruines de la Synagogue Abraham Avinou[réf. nécessaire].

### Occupation et colonisation israélienne

#### Occupation militaire et retour des Juifs par la colonisation
Après le succès militaire israélien de la guerre des Six Jours en juin 1967, Israël occupe militairement la Cisjordanie, administrée sous le nom des régions de Judée (au sud autour de Hébron) et de Samarie.

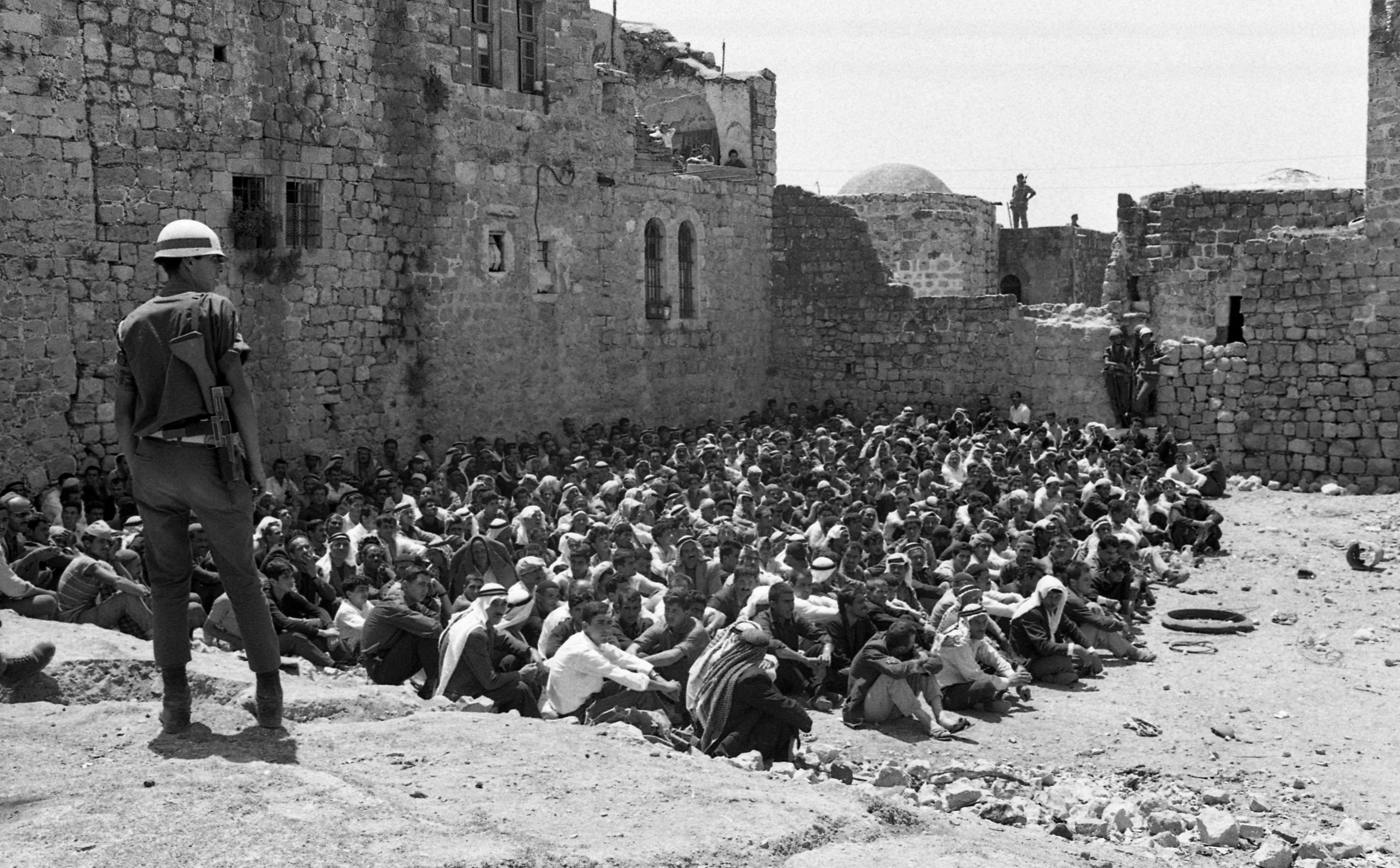
Couvre-feu à Hébron en 1969.

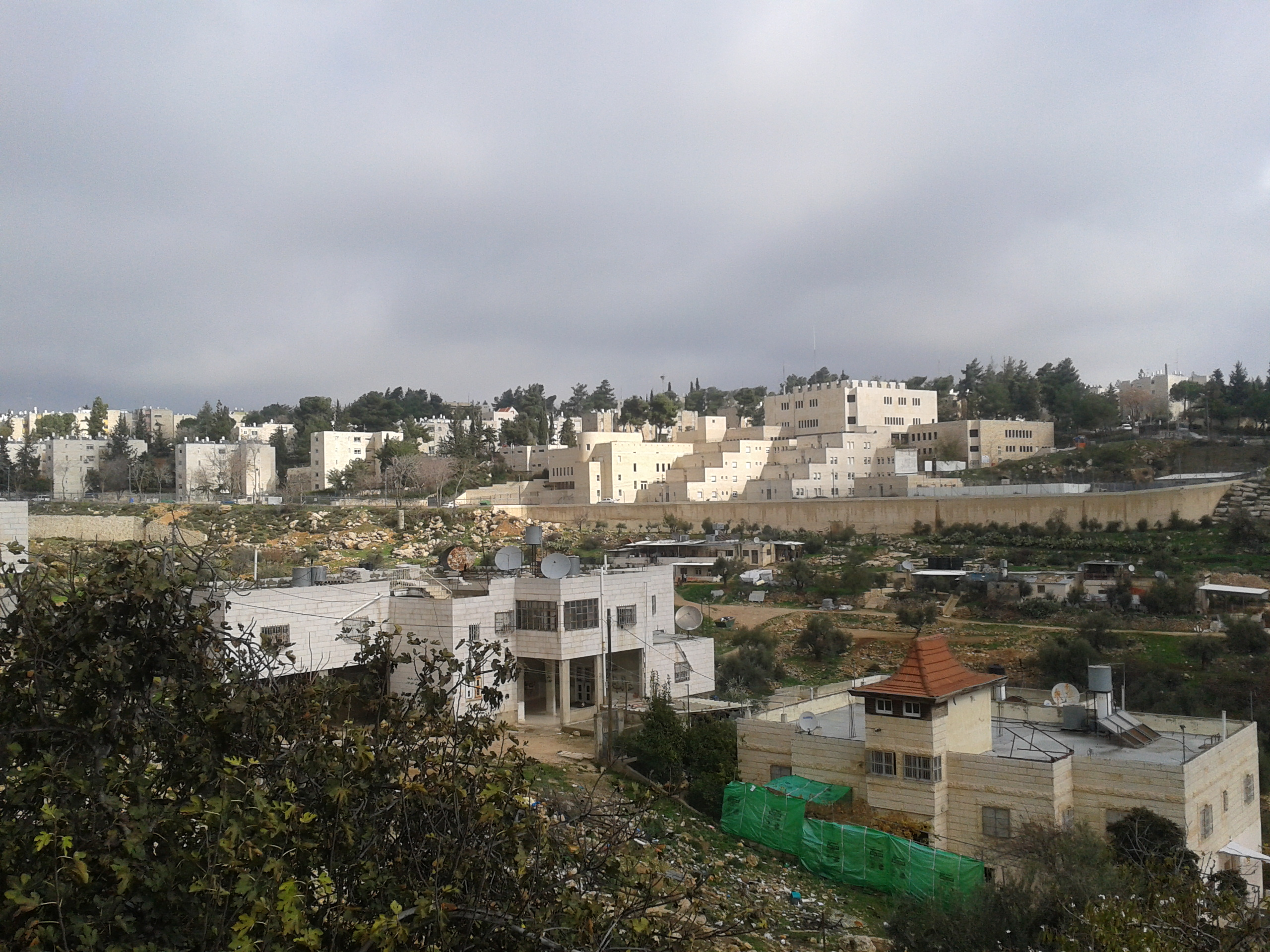
La colonie israélienne de Kiryat Arba à Hébron (2015).

En 1969, Israël refuse l'établissement de colons Juifs du mouvement d'extrême droite religieuse Goush Emounim au cœur d'Hébron mais les autorise cependant à s’installer dans l’enceinte des bâtiments militaires, et finance la création d’une colonie en périphérie directe d’Hébron, Kiryat Arba, y construisant 250 logements,. 
En 1979, les colons de Kiryat Arba font une deuxième tentative de repeuplement d’Hébron : 13 femmes et 40 enfants s’installent en pleine nuit à Beit Hadassah (ancien dispensaire juif), dans le quartier juif historique autour de la Synagogue reconstruite d'Abraham Avinou. Le gouvernement refuse d’autoriser l’implantation et pendant un an le groupe reste dans la bâtisse entourée par la police et l’armée. Le 2 mai 1980, 6 Juifs sont assassinés par des terroristes de l'OLP alors qu'ils sortaient d'un service religieux au Caveau des Patriarches (ou mosquée d'Abraham).  Le gouvernement israélien autorise alors l’installation officielle des Juifs dans la ville et finance la rénovation des habitations, qualifiant cette décision de « réponse sioniste adéquate ». Les colons vont ainsi s'implanter dans le centre Gutnick, inauguré à la Pâque 1996 près du Tombeau des Patriarches, à Tel Romeida, où le bâtiment Beit Menahem est inauguré en 2005, à Beit Romano (école talmudique), à Avraham Avinu, et à Beit Hashalom, investi en 2007. Ces colons sont guidés par des motivations idéologiques fortes et accordent à la ville une valeur essentielle. Ils reçoivent un soutien politique, militaire et une aide financière conséquente.

Implantations coloniales israéliennes à Hébron
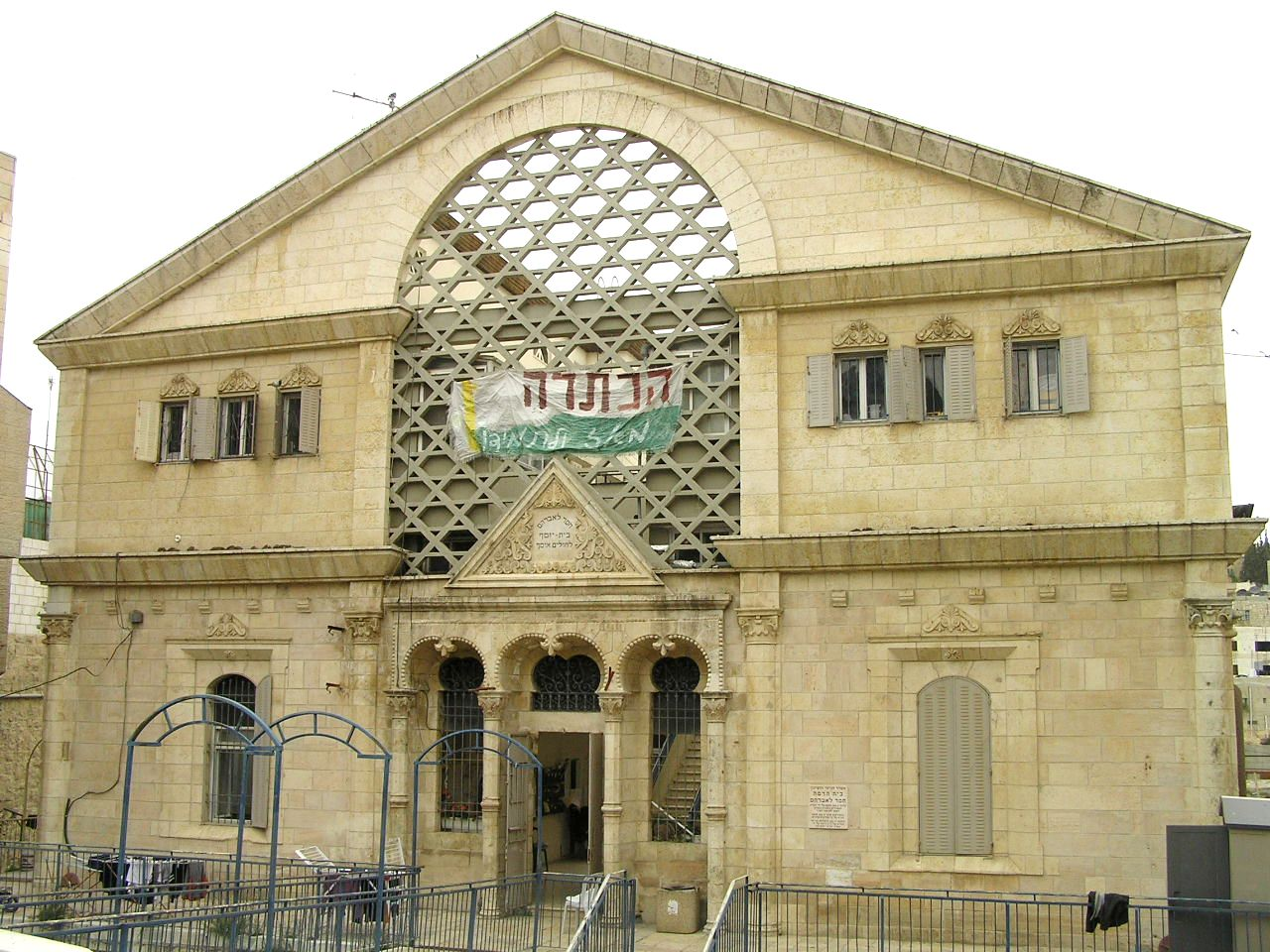
Beit Hadassah en 2007.
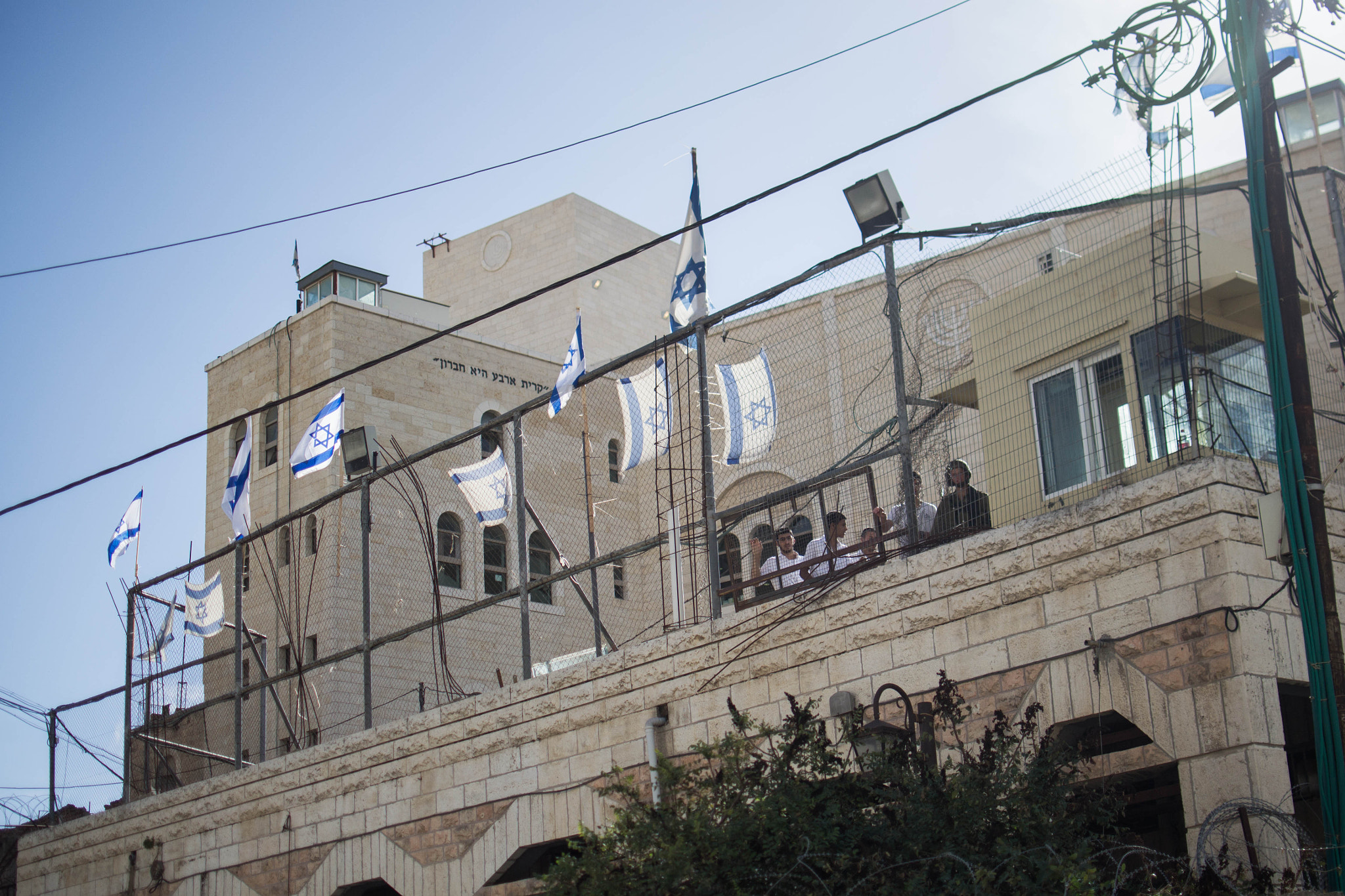
Beit Romano en 2015.
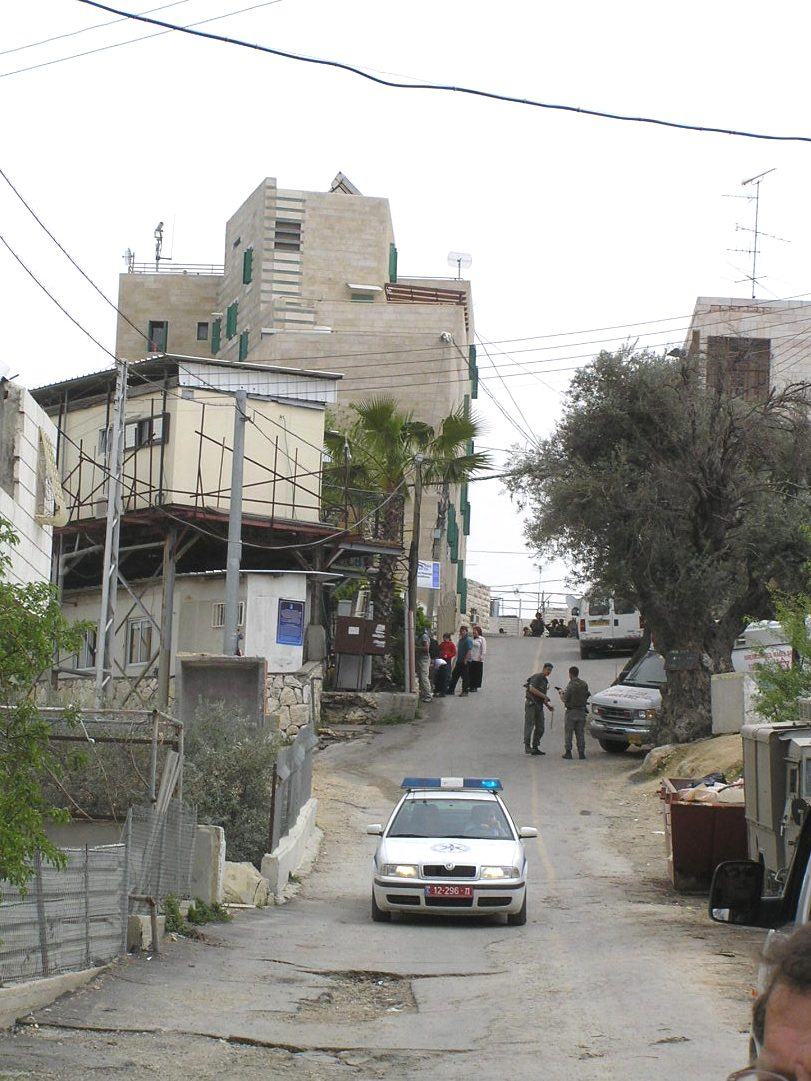
Beit Menachem en 2007.
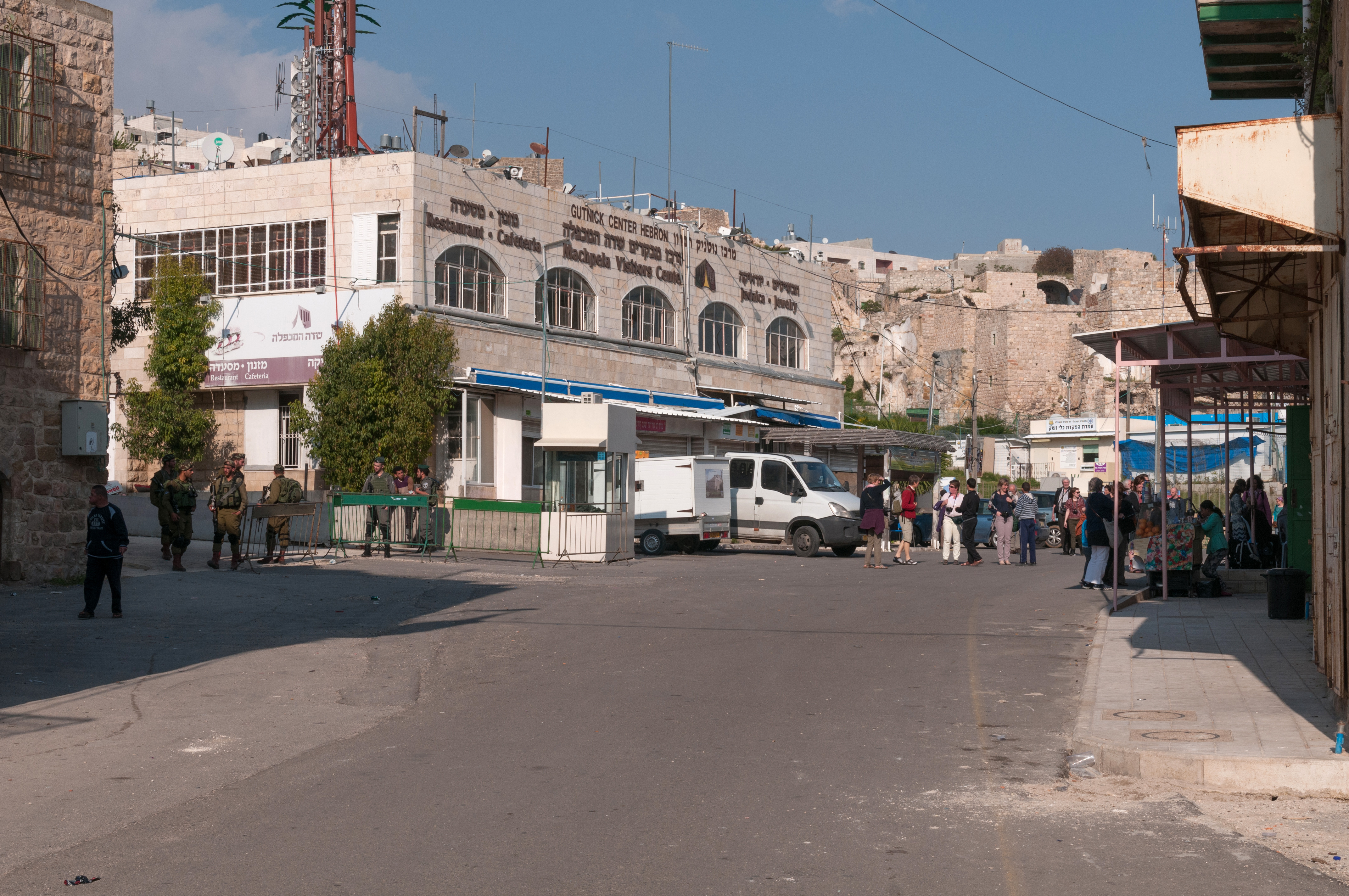
Centre Gutnick en 2016.
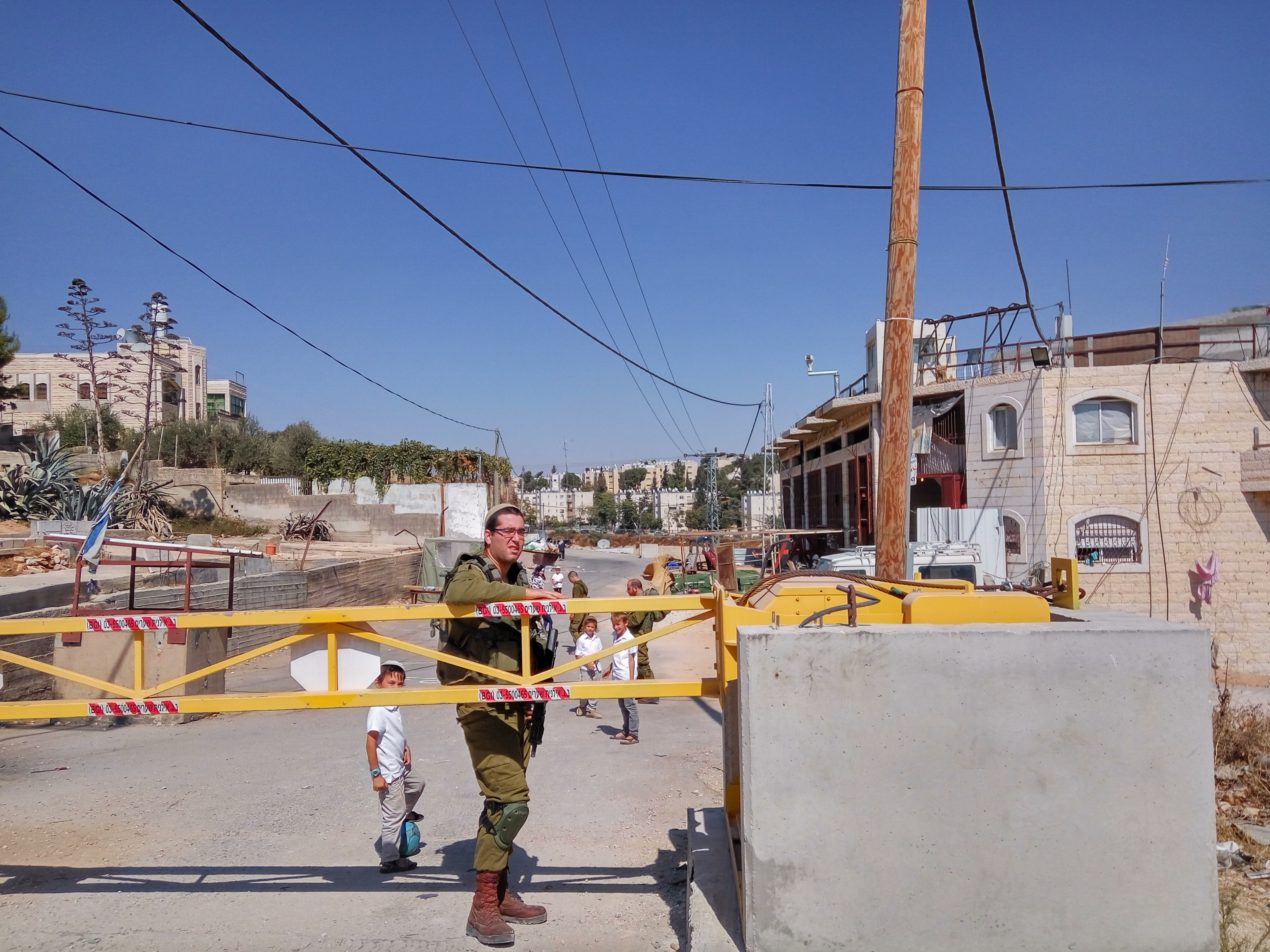
Beit Hashalom en 2016.

En 1968, les Juifs obtiennent[De qui ?] une autorisation provisoire de célébrer au Tombeau des Patriarches — devenu la Mosquée d'Abraham, réservée aux musulmans depuis le XIIIe siècle — les fêtes juives, ce qui provoque des manifestations hostiles de musulmans. Durant la fête de Souccot, le 9 octobre, 47 Israéliens sont blessés par une grenade, et l'autorisation est suspendue l'année suivante. En 1975, de nouvelles autorisations sont accordées, entraînant les protestations du Conseil suprême musulman (en). En octobre 1976, le rideau d'une arche contenant des rouleaux de Torah est déchiré, ce qui provoque des échauffourées entre Juifs et Arabes durant lesquelles un livre du Coran est déchiré. En réaction, 200 Arabes investissent le site et détruisent les rouleaux de la Torah et des livres de prière, entraînant un couvre-feu et la fermeture provisoire du bâtiment.
Le 2 mai 1980, 6 Juifs sont assassinés par des terroristes de l'OLP alors qu'ils sortaient d'un service religieux au Caveau des Patriarches.  En conséquence, le contrôle militaire israélien sur la zone occupée se renforce.
En juillet 1988 que le royaume de Jordanie renonce officiellement aux territoires de Cisjordanie, mettant fin à la représentation électorale des populations au sein du parlement jordanien, et faisant redessiner les cartes du royaume pour le limiter à la rive Est du Jourdain, dans les frontières qu'on lui connaît aujourd'hui.
En 1993, Hébron comprenait une forte proportion islamiste traditionaliste et religieuse et est un bastion du Hamas, mouvement islamiste fondamentaliste et radical palestinien, qui exerce notamment son contrôle sur l’université d'Hébron.
Le 15 juillet 1983, un étudiant de 19 ans d'une école talmudique meurt après avoir été poignardé par un terroriste palestinien dans le marché de la ville.

#### Première Intifida et accords d'Oslo
La Première intifada se déroule en partie en Cisjordanie où les attaques anti-israéliennes se multiplient.
Les accords d'Oslo de 1993 mettent Palestiniens et Israéliens à la table des négociations et aboutissent en 1997 au Protocole d'Hébron entre Israël et la nouvelle Autorité palestinienne, en dépit des fortes critiques de la communauté juive d'Hébron[réf. nécessaire].
Les affrontements entre les deux communautés sont récurrents, quoique selon David Wilder, qui cite Haaretz, « mis à part le point névralgique du Tombeau des Patriarches c’est la ville la plus sûre et la plus calme de toute la Rive gauche du Jourdain et de la bande de Gaza ».
En 1993, le Hamas mène deux attentats meurtriers contre des colons israéliens. Le 7 novembre 1993, le véhicule du rabbin Haim Drukman est attaqué et son chauffeur Efraim Ayubi est tué,. Le 6 décembre, Mordechai Lapid et son fils sont tués à leur tour,.

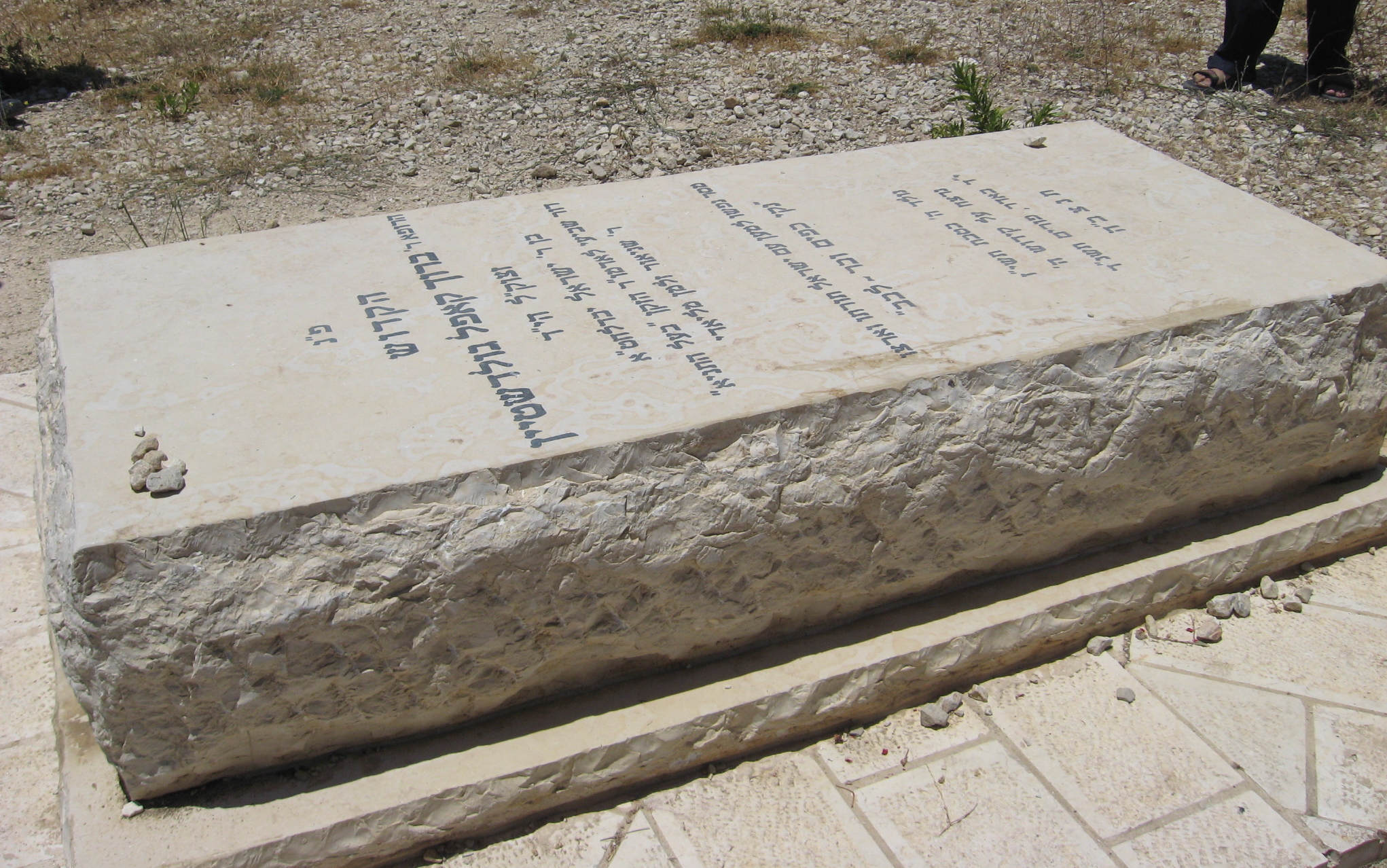
La tombe du terroriste Baruch Goldstein à Kiryat Arba, unique vestige de son mausolée détruit en 1999.

En 1994, Baruch Goldstein, un colon israélien membre du parti nationaliste-religieux Kach et Kahane Chai, abat 29 musulmans et en blesse 125 autres lors d'un office religieux dans la Mosquée d'Abraham. Il est ensuite maîtrisé et tué à main nue par les survivants de l'attaque. Tout de suite après l'annonce du massacre, des milliers de Palestiniens manifestent un peu partout dans les territoires occupés. De graves émeutes ont lieu au cours desquelles 26 Palestiniens et 9 Israéliens furent tués. L'attaque est condamnée par le gouvernement et la population d'Israël et entraîne l'interdiction du mouvement terroriste Kach et Kahane Chai. À Hébron même, un couvre-feu est mis en place et s’applique uniquement aux populations palestiniennes. Il est imposé durant deux mois sur l’ensemble de la ville, et six mois sur la vieille ville. Ce massacre contribue à l'échec du processus de paix. 

#### Partition de la ville à la suite du Protocole d'Hébron

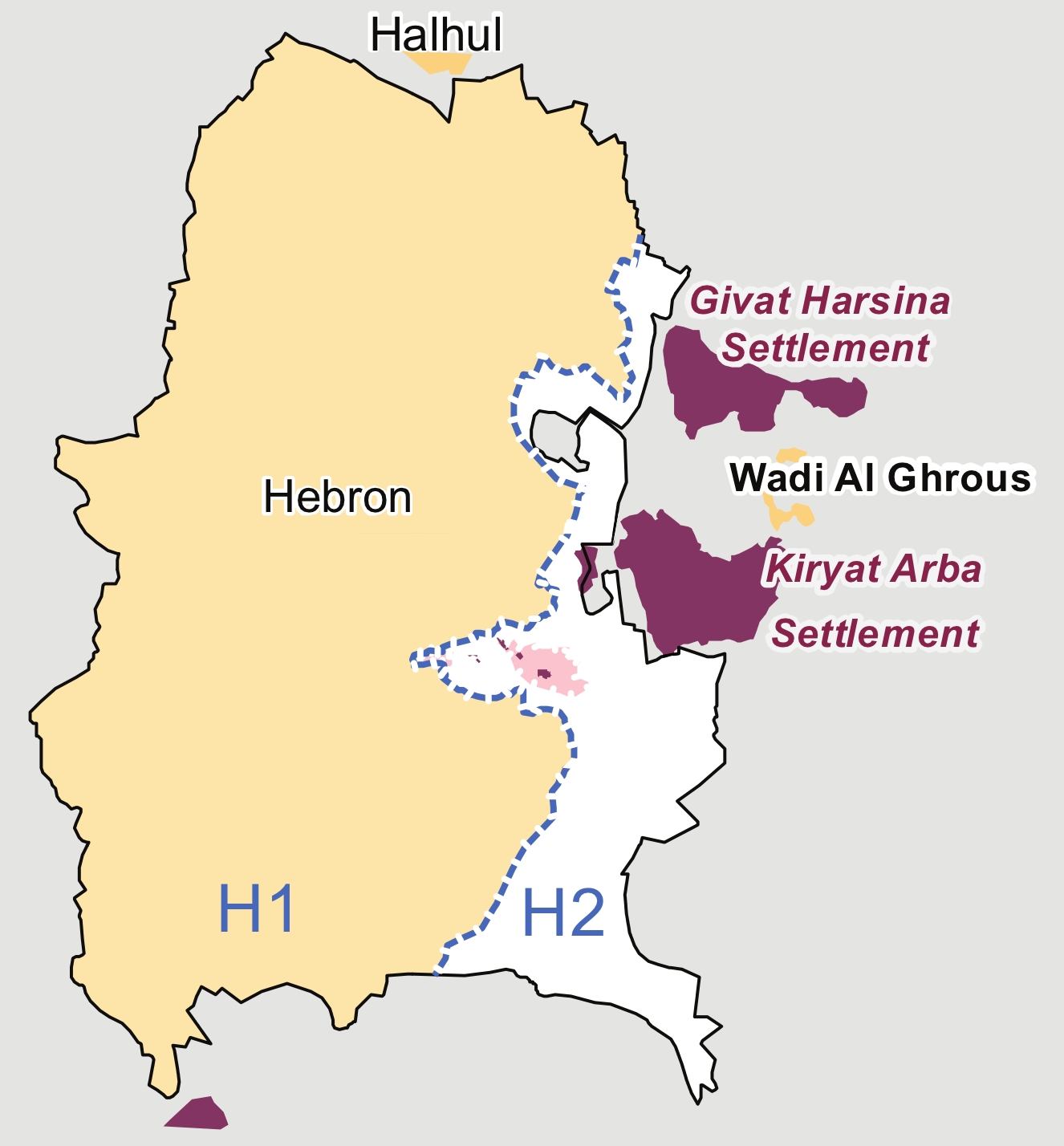
En orange la zone administrée civilement par les Palestiniens (H1), en blanc la zone sous souveraineté israélienne (H2), en rose pale la Vieille ville, et en violet les colonies israéliennes.

À partir de 1997, le Protocole d'Hébron s'applique. Bien que l'unité de la ville soit réaffirmée la ville est divisée en deux zones pour définir qui intervient sur les questions de sécurité : H1, sous contrôle administratif palestinien recouvre l'essentiel de la ville et où vivent alors 100 000 Palestiniens, et H2, sous contrôle de l'Armée de défense d'Israël, avec interventions de patrouilles conjointes, représente la bordure orientale de la cité (où vivent environ 30 000 Palestiniens) qui comprend des colonies de peuplement juif de 600 à 800 colons près du centre-ville, sous souveraineté israélienne, protégés par près de 2 000 militaires israéliens. Les pouvoirs et responsabilités civils sont dévolus aux Palestiniens, « à l’exception de ceux qui concernent les Israéliens et leurs biens, et qui continueront à être exercés par le Gouvernement Militaire israélien ».

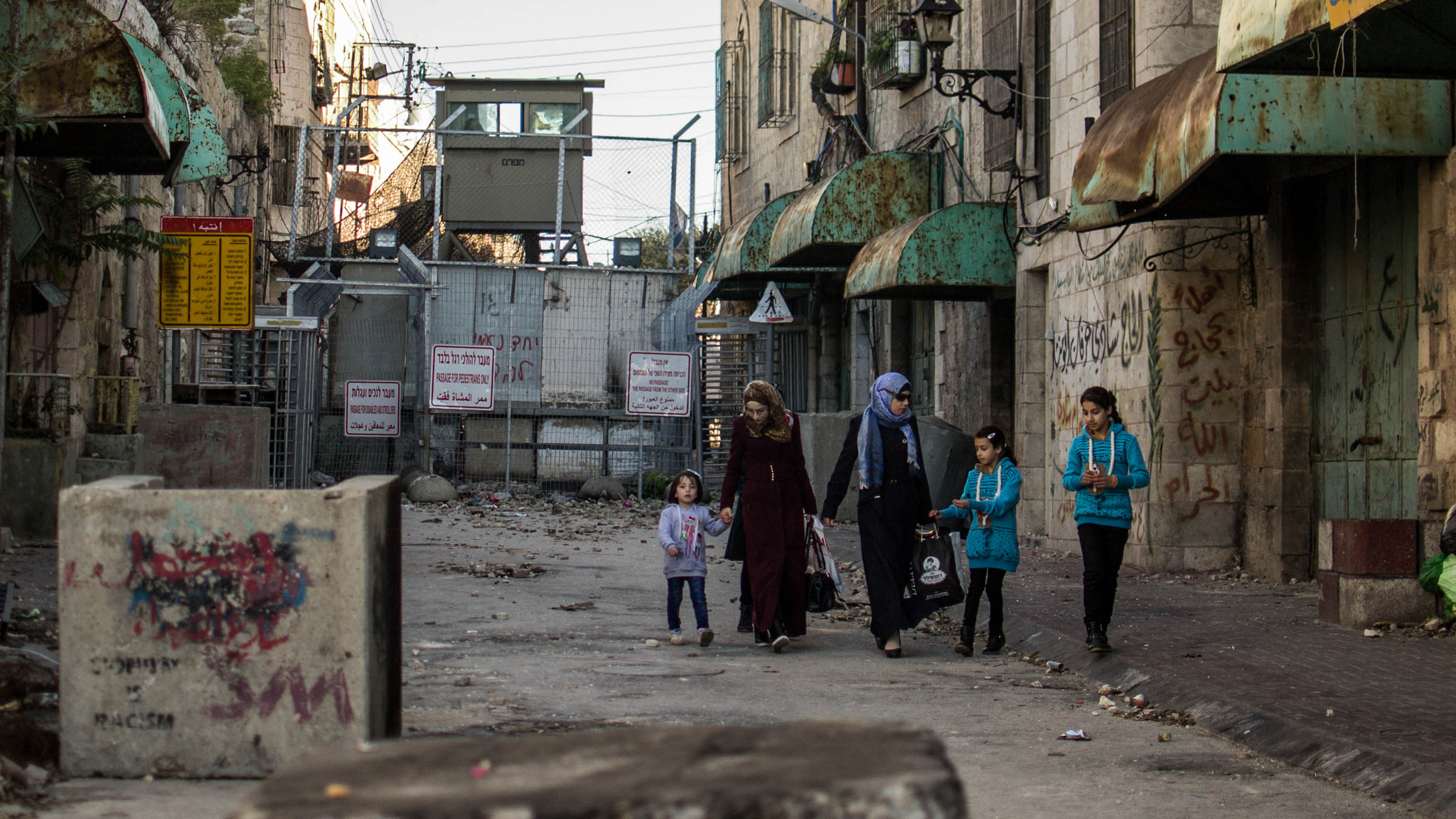
Un checkpoint israélien à Hébron en 2015. Il y a plus de 600 points de fermeture (murs, barrières) qui séparent les différents territoires.

Malgré l'opposition d'Israël, 58 observateurs étrangers sont envoyés à Hébron au sein de la Présence internationale temporaire à Hébron (TIPH). Ils ont pour tâche de surveiller et de rapporter les incidents dans la ville et dans ce contexte « maintenir une vie normale dans la ville d'Hébron et en conséquence créer un sentiment de sécurité parmi les Palestiniens d'Hébron ». Les observateurs participent aussi à l'enseignement et à la distribution de biens de première nécessité au 40 000 personnes soumises au couvre-feu et qui ne peuvent plus sortir de leur maison dans la zone H2 sous souveraineté israélienne. Toutefois, n'étant pas autorisés à intervenir directement dans les incidents et n'ayant pas une fonction militaire ou de police, ils restent impuissant devant la brutalité de l'occupation israélienne.
Selon le TIPH, en 2002, l'armée israélienne viole le Protocole en prenant le contrôle de la totalité de la ville.
Dans la vieille ville située dans le secteur H2, sous souveraineté israélienne, des grillages sont installés par les Palestiniens au dessus les ruelles ou patios afin de se protéger des déchets lancés de leurs fenêtres par les colons israéliens,.

Grillage pour protéger les Palestiniens des jets d'ordures des colons israéliens
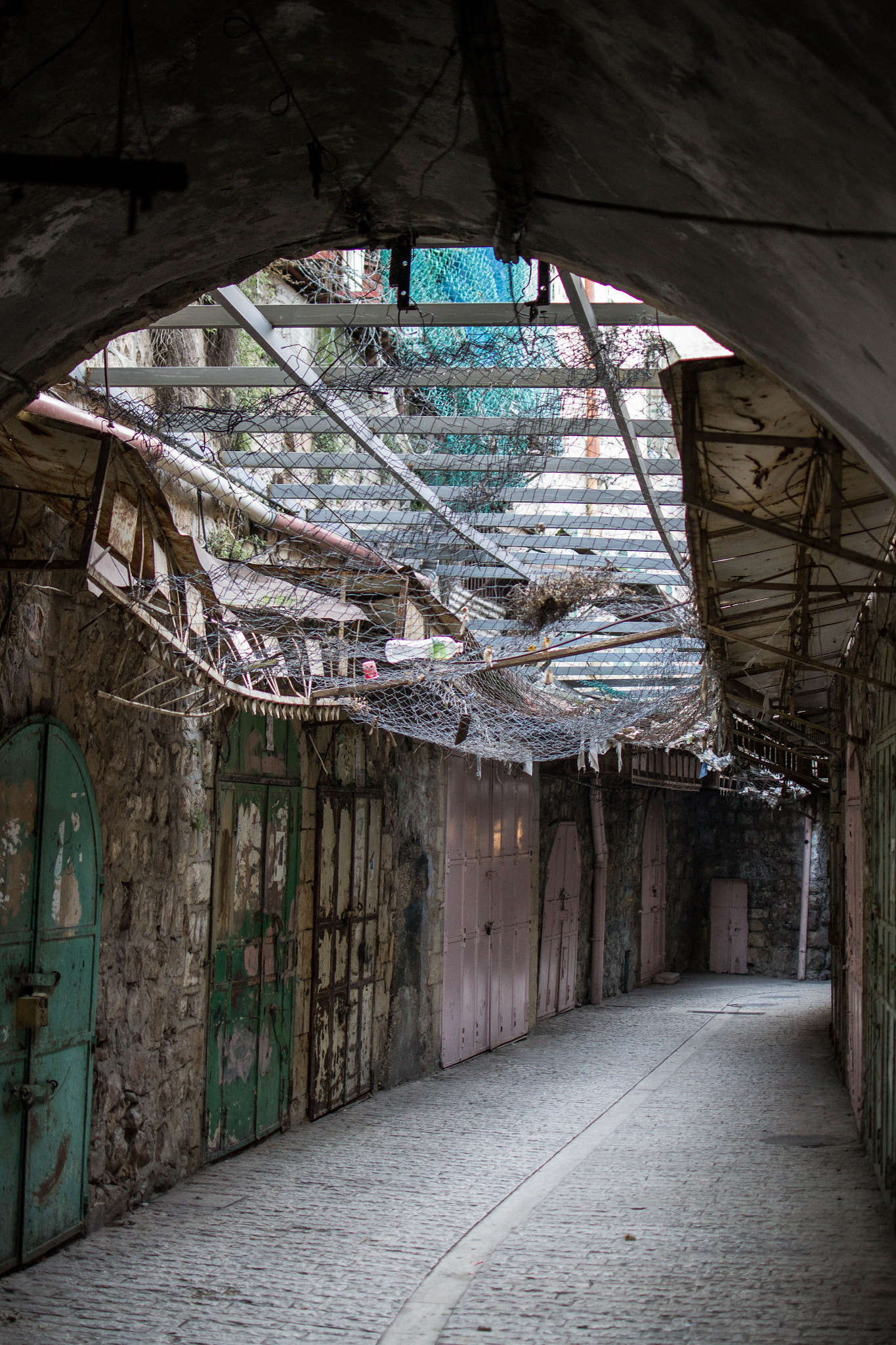
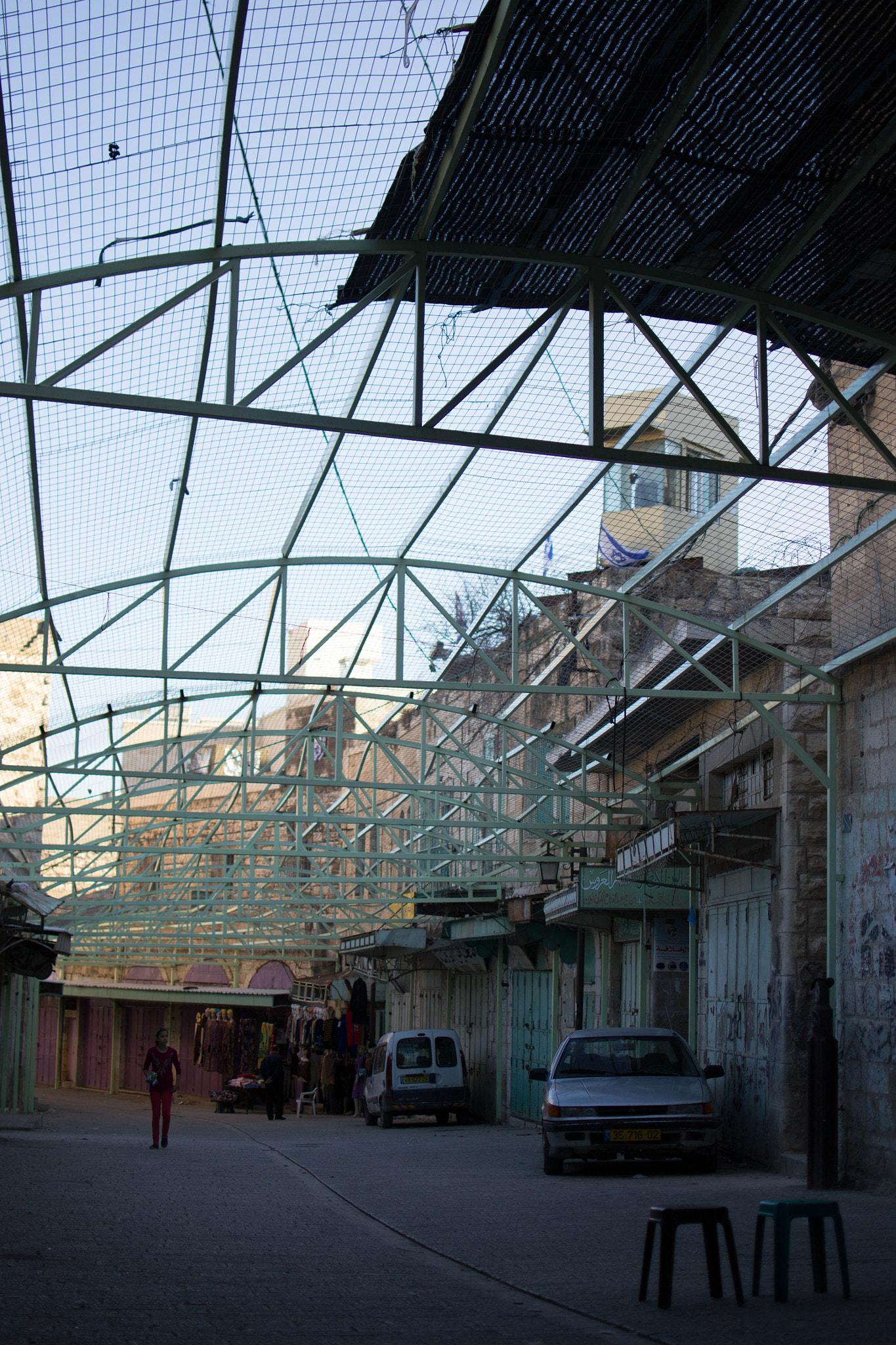
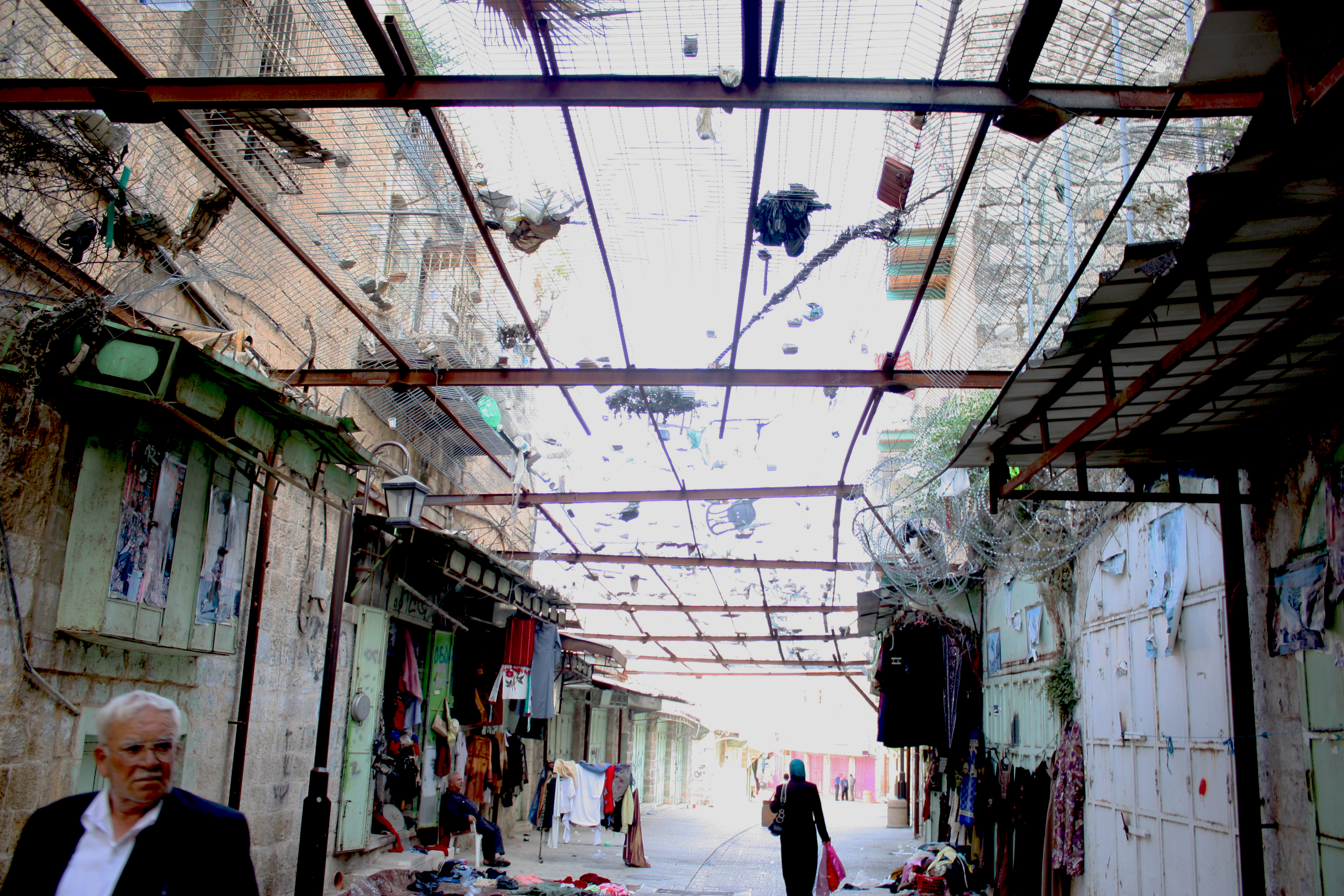

#### Seconde intifada
Lors de la Seconde intifada de 2000 à 2005, déclenchée par la visite d'Ariel Sharon sur l'Esplanade des Mosquées, des affrontements ont lieu entre Palestiniens et colons israéliens. Pendant les trois premières années du soulèvement, Al Khalil connaîtra 377 jours de couvre-feu, dont un continu durant 182 jours. En 2001, un bébé israélien est tué dans sa poussette par un terroriste,. Le 26 mars 2002, un tireur palestinien cible par erreur trois observateurs de la présence internationale, dont deux sont tués le 26 mars. Le 15 novembre 2002, un groupe de colons israéliens revenant du Tombeau des Patriarches à pied, sous la protection de soldats israéliens, est attaqué par un commando du Jihad islamique palestinien. 9 d'entre eux et de 3 membres civils du personnel médical venu apporter des soins sont tués,,.
Durant cette période, les violences sont quotidiennes et le nombre d'habitants palestiniens dans la zone H2, sous souveraineté israélienne directe, diminue à cause des restrictions de mouvements et des couvre-feux imposés par l'armée israélienne qui invoque des raisons de sécurité,. Les commerces sont interdits aux abords des zones de colonisation, ce qui a provoqué la fermeture de 1 829 magasins ou échoppes, soit plus de 80% des commerces palestinien de la zone. Plus d'un millier de maisons ont été abandonnées par les Palestiniens. Plusieurs routes et rues sont interdites à la circulation et certaines uniquement aux Palestiniens. D'autres sont fermées à la circulation automobile et piétonnière et uniquement réservées aux riverains. Certaines sont même totalement interdites. La rue Al-Shuhada, principale artère commerçante avant la Seconde Intifada, traverse un centre-ville déserté et n'a plus de commerces en 2010.

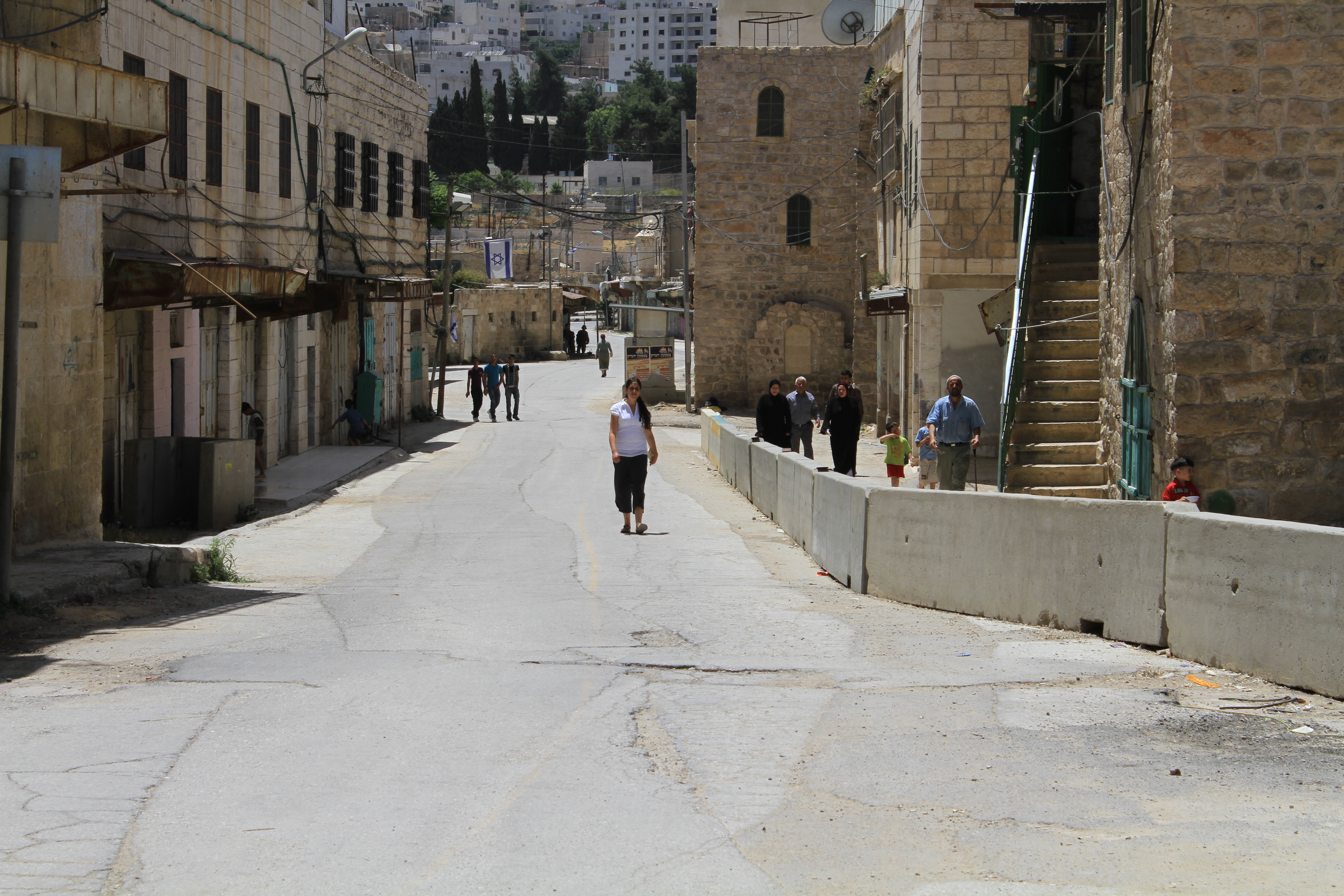
La rue Al-Shuhada, ancienne artère commerçante de la vieille ville.
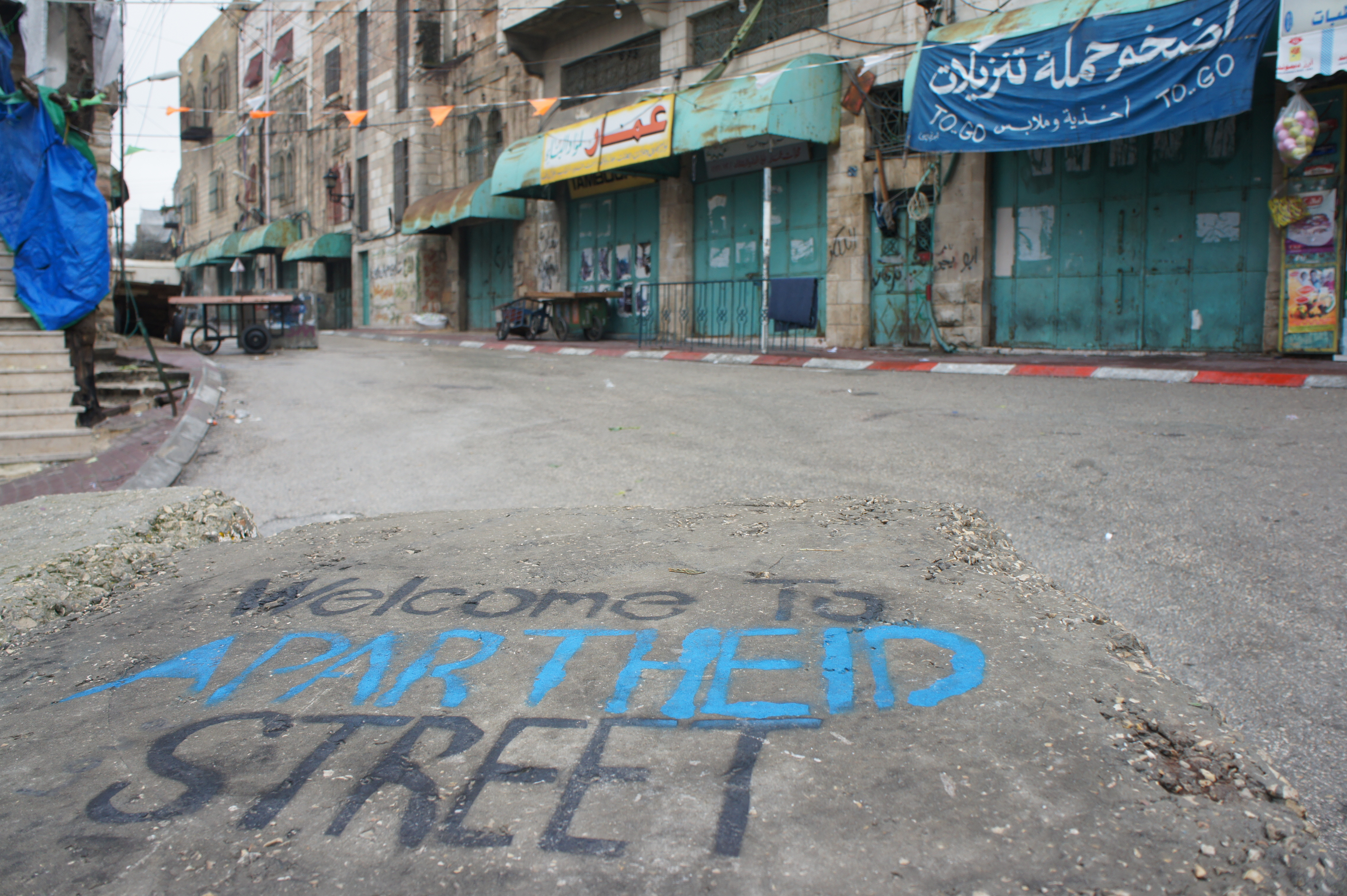
La rue est aujourd'hui surnommée la « rue de l'apartheid »[53].
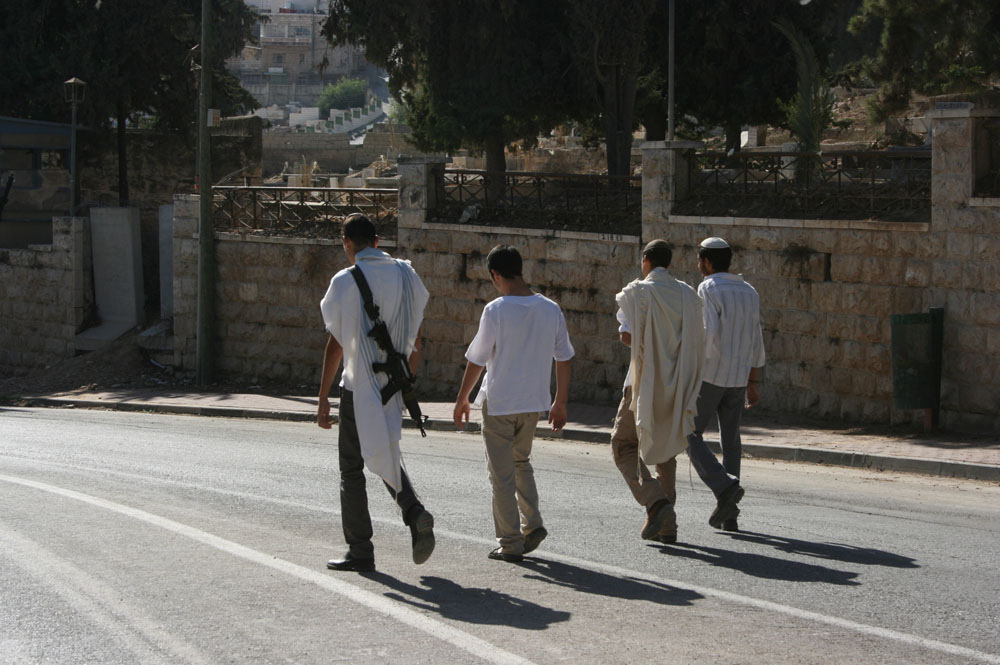
Colons israéliens armés patrouillant dans la rue Al-Shuhada en 2010.
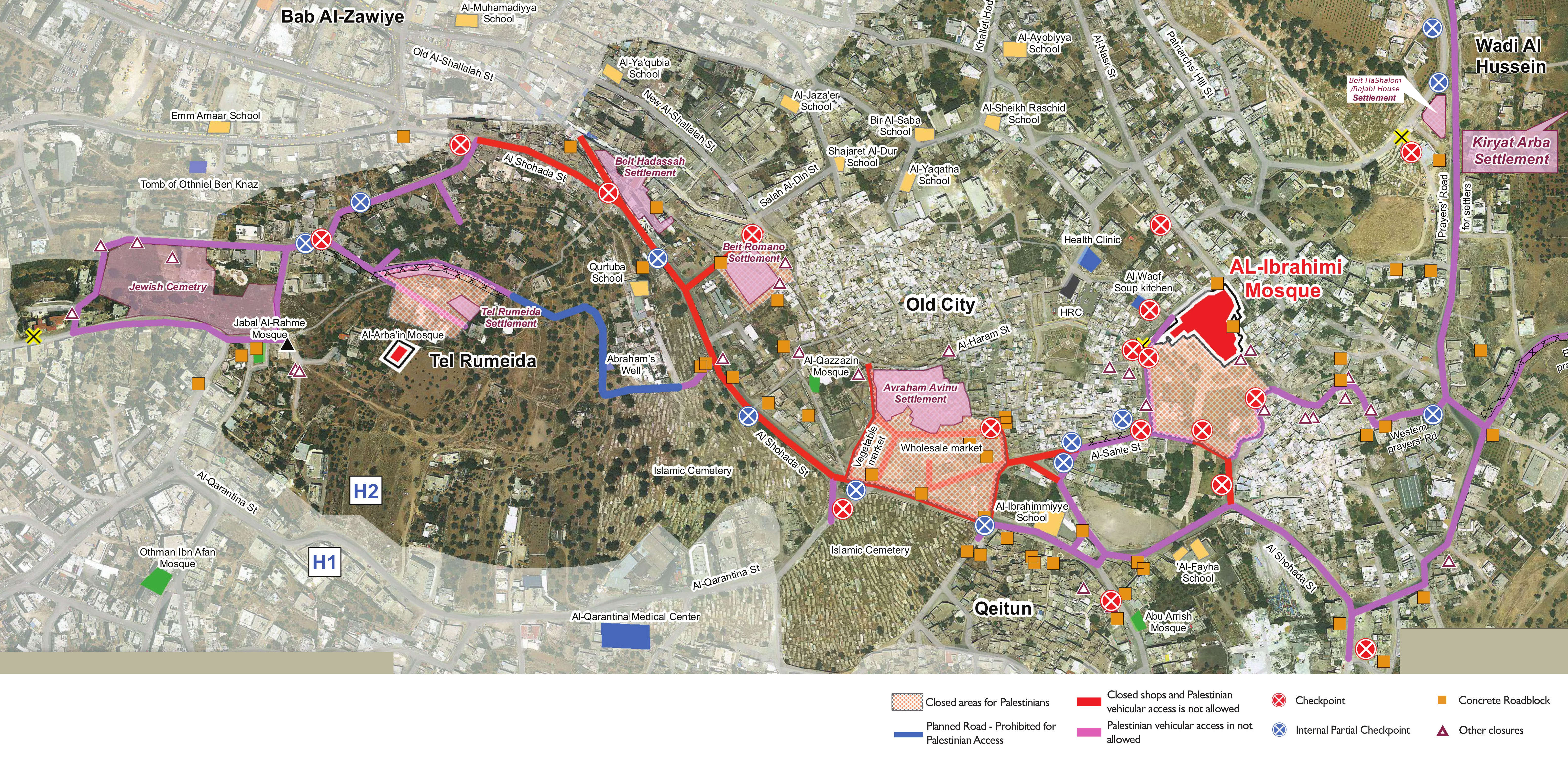
Carte de la rue en 2014 avec les fermetures ou restrictions aux Palestiniens.
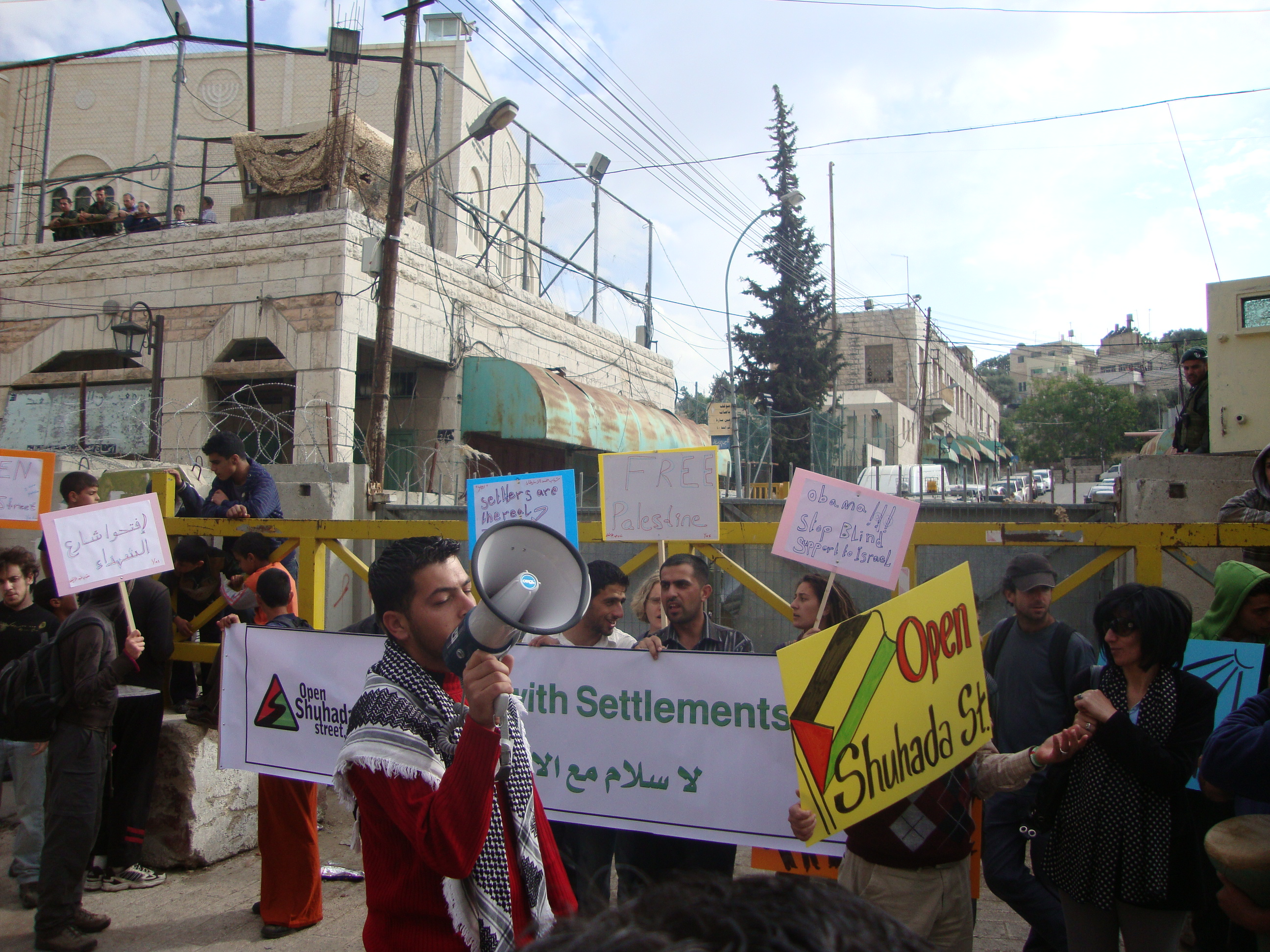
Manifestation en 2010 pour demander la réouverture de la rue Al-Shuhada.

Parfois, des affrontements peuvent opposer les forces de l'ordre israéliennes aux colons extrémistes occupant certains sites illégalement aux yeux de la loi israélienne.

#### Victoire électorale et éviction du Hamas
Après la prise du pouvoir dans la bande de Gaza par le Hamas en juin 2007, l’Autorité palestinienne lance une répression sévère contre les militants islamistes en Cisjordanie. Bien que vainqueur des élections législatives palestiniennes en janvier 2006, le Hamas se trouve dans une situation de quasi clandestinité dans cette ville et ses membres n’hésitent pas à parler d’une « inquisition » contre leur parti. Le 27 novembre 2007, les forces de sécurité de Mahmoud Abbas ont tiré sur des manifestants islamistes qui protestaient contre la conférence d’Annapolis, tuant l’un d'entre eux.
Le 25 octobre 2008, l’Autorité palestinienne envoie 550 membres des services de sécurité supplémentaires en renfort aux 2 400 positionnés dans cette ville afin d'en garder le contrôle. Des dizaines de membres et sympathisants du Hamas sont arrêtés.

#### Depuis 2010

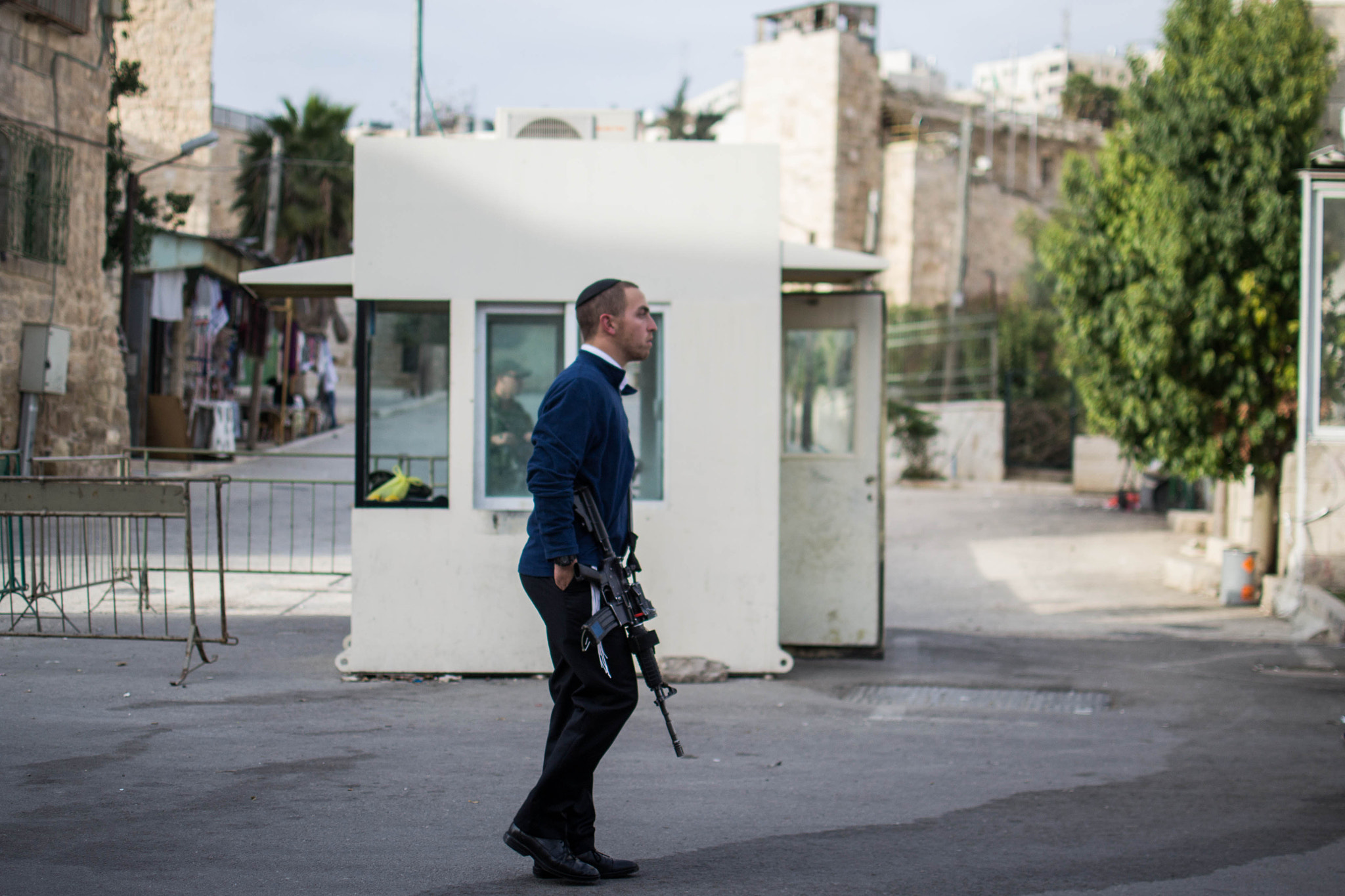
Un colon israélien armé à Hébron en 2015.

En 2012, deux Palestiniens de 34 et 35 ans sont tués par balle par un chauffeur de camion israélien qui plaide la légitime défense,; en 2014, un Israélien est abattu alors qu'il conduisait son véhicule,.

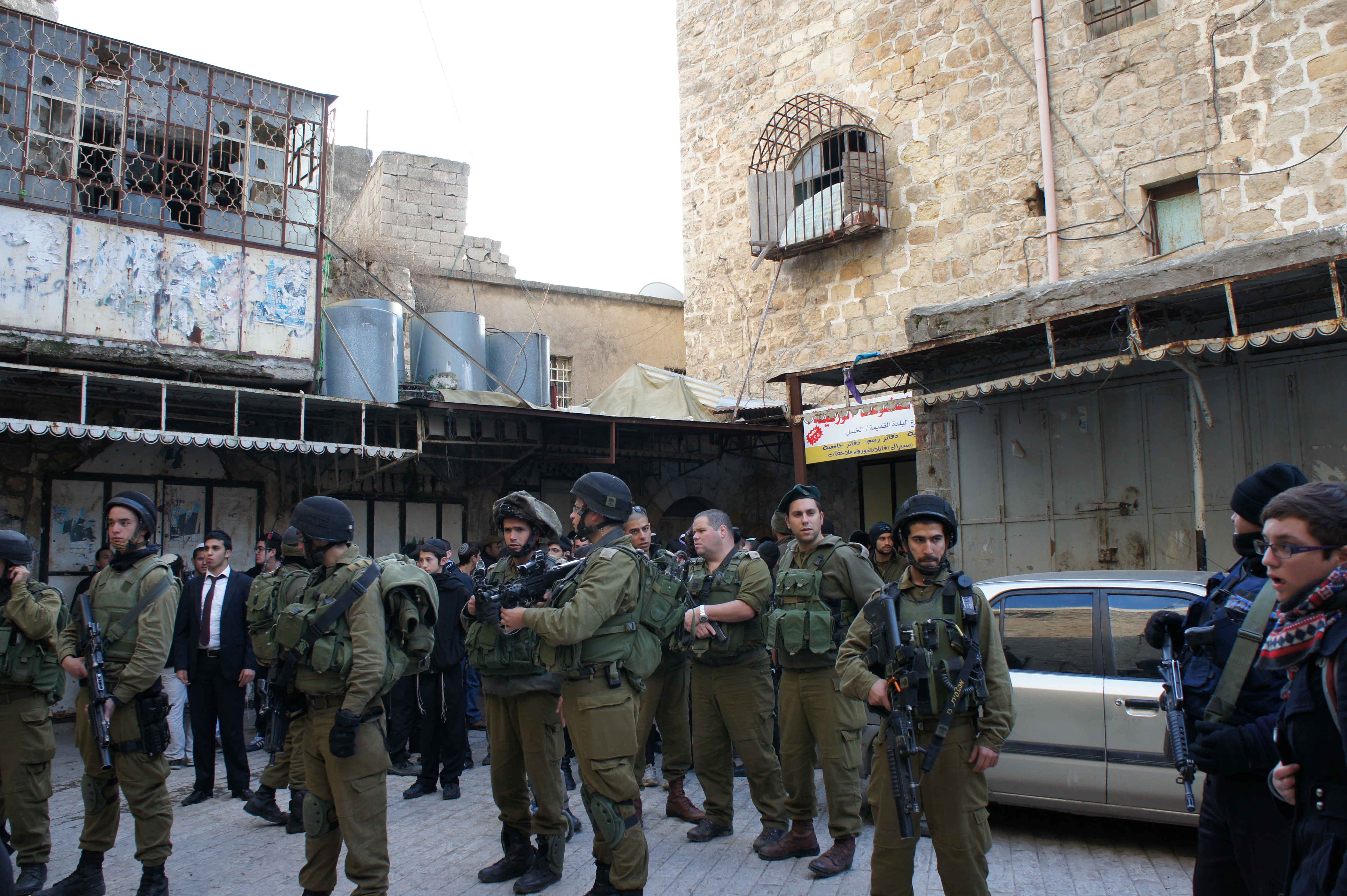
Tour des colons juifs dans la vieille ville d'Hébron. Cette visite a lieu tous les samedis, sous escorte militaire massive. Toutes les autres activités dans la vieille ville doivent cesser jusqu'au départ des colons.

Le 15 juin 2014, l’armée israélienne impose un bouclage complet de la ville dans le cadre des recherches pour tenter de retrouver trois adolescents d'une colonie israélienne présumés avoir été enlevés par des membres du Hamas. Les recherches se concentrent sur deux membres du Hamas disparus de la ville depuis le jour de l’enlèvement, le 12 juin 2014. Lors des opérations, trois militants palestiniens sont abattus lors d'affrontements avec l'armée israélienne (deux autres jeunes militants palestiniens seront abattus par l'armée israéliennes dans des circonstances semblables). Plusieurs membres du Hamas originaires d'Hébron sont arrêtés.
Le 28 janvier 2019, le premier ministre israélien Benyamin Netanyahou annonce que son pays met fin au mandat de la TIPH. Cette décision, saluée par les colons israéliens d'Hébron, est regrettée par les ministres des cinq pays concernés qui rejettent les accusations de partialité de la mission par l'État hébreu. Le Conseil de sécurité de l'ONU, réuni le 6 février 2019 pour débattre à huis clos de la décision israélienne, n'a publié aucune déclaration en raison de l'opposition des Etats-Unis qui ont bloqué la procédure.
En octobre 2020, le gouvernement israélien donne son feu vert à l'octroi de permis de construction pour 31 nouvelles unités dans la Vieille Ville de Hébron, une première depuis deux décennies. Le début des travaux intervient alors que le nouveau gouvernement israélien de coalition, qui a mis fin en juin dernier à 12 ans de règne de Benjamin Netanyahu, a entamé des discussions avec l'Autorité palestinienne afin d'améliorer la vie quotidienne des Palestiniens sans aborder la question du processus de paix.
Le secteur oriental de la ville, dit « H2 », a été mis sous confinement strict depuis le début de la guerre de Gaza en octobre 2023. Les habitants, à l'exception des colons israéliens, ont droit à une à deux heures, toutes les quarante-huit heures, pour sortir de chez eux. L’ONG israélienne de droits humains B’Tselem a documenté de nombreuses violences de la part des forces d'occupation israéliennes ou des colons sur des Palestiniens. Elle a en particulier recensé les cas de 25 personnes kidnappées de mai à août 2024 par des soldats israéliens. Le rapport détaille l’ensemble des violences : des coups portés avec poings, pieds, armes à feu, matraques et, dans un cas, avec un couteau ; des humiliations avec du versement de liquide putride, des ordures, des brûlures de cigarette. Dans la plupart des cas, les victimes ont été attachées et leurs yeux bandés, contraintes de rester dans des positions douloureuses pendant des heures, privées de nourriture et de boisson et ont subi des violences verbales et des remarques humiliantes. Plusieurs ont également subi des violences sexuelles. Les victimes sont choisies aléatoirement rapporte l'ONG, qui précise qu'aucune sanction n'a été prise contre les soldats se livrant à ces exactions.

## Classement au Patrimoine mondial de l'Unesco

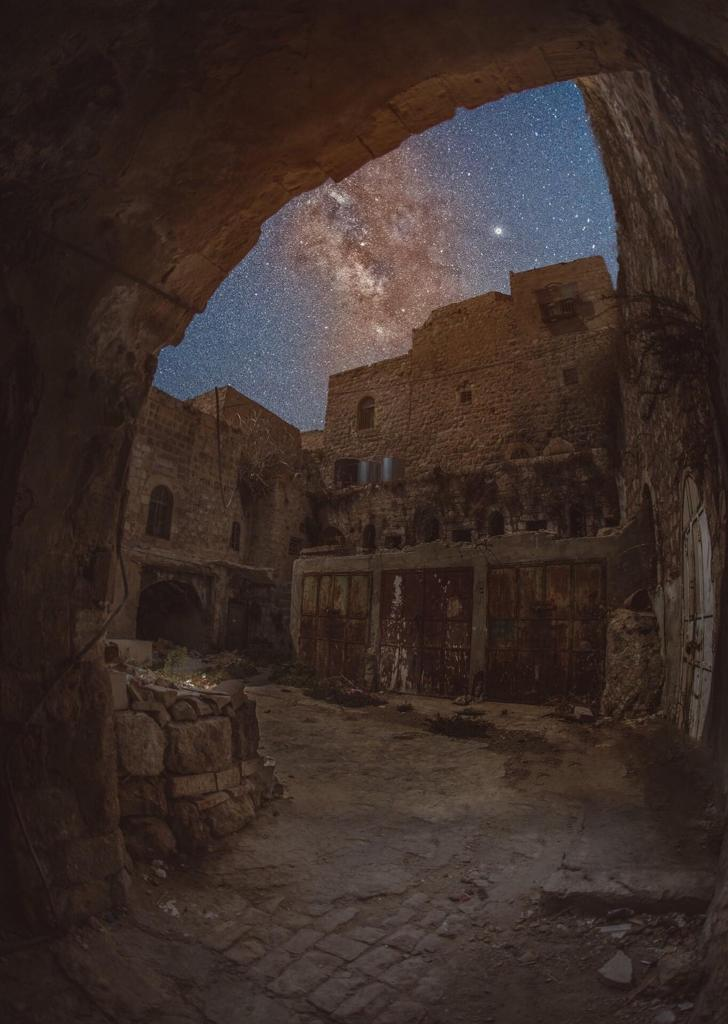
L'ancien Khan al-Wakala (caravansérail) dans la vieille ville d'Hébron. Novembre 2020.

Le Comité du patrimoine mondial de l'UNESCO a inscrit le 7 juillet 2017 sur la Liste du patrimoine mondial le « site de la Vieille ville d’Hébron / Al Khalil », qu'il considère comme un site palestinien, et il « a simultanément été inscrit sur la Liste du patrimoine mondial en péril »,,. Lors du vote du Comité de l'Unesco qui a eu lieu à Cracovie, douze États se sont prononcés pour ce classement, six se sont abstenus et trois ont voté contre.
Cette décision a provoqué un tollé en Israël,. Le Premier ministre israélien, Benyamin Netanyahou, a déclaré à ce propos : L’Unesco a « estimé que le tombeau des Patriarches à Hébron est un site palestinien, ce qui veut dire non juif, et que c’est un site en danger » […] « Pas un site juif ? Qui est enterré là ? Abraham, Isaac et Jacob. Sarah, Rebecca, et Léa. Nos pères et nos mères (bibliques) […] Et le site est en danger ? Il n’y a que dans les endroits où Israël est présent, comme Hébron, que la liberté de religion est garantie pour tous ». Pour contrer cette décision, il a annoncé la création d'un « Musée du patrimoine juif à Hébron », qui sera financé par une réduction « d’un million de dollars du financement israélien destiné à l’ONU ».
Le ministère palestinien des Affaires étrangères a de son côté salué le vote de l'Unesco comme « un succès dans la bataille diplomatique menée par les Palestiniens sur tous les fronts face aux pressions israéliennes et américaines ».

## Hébron dans la Bible

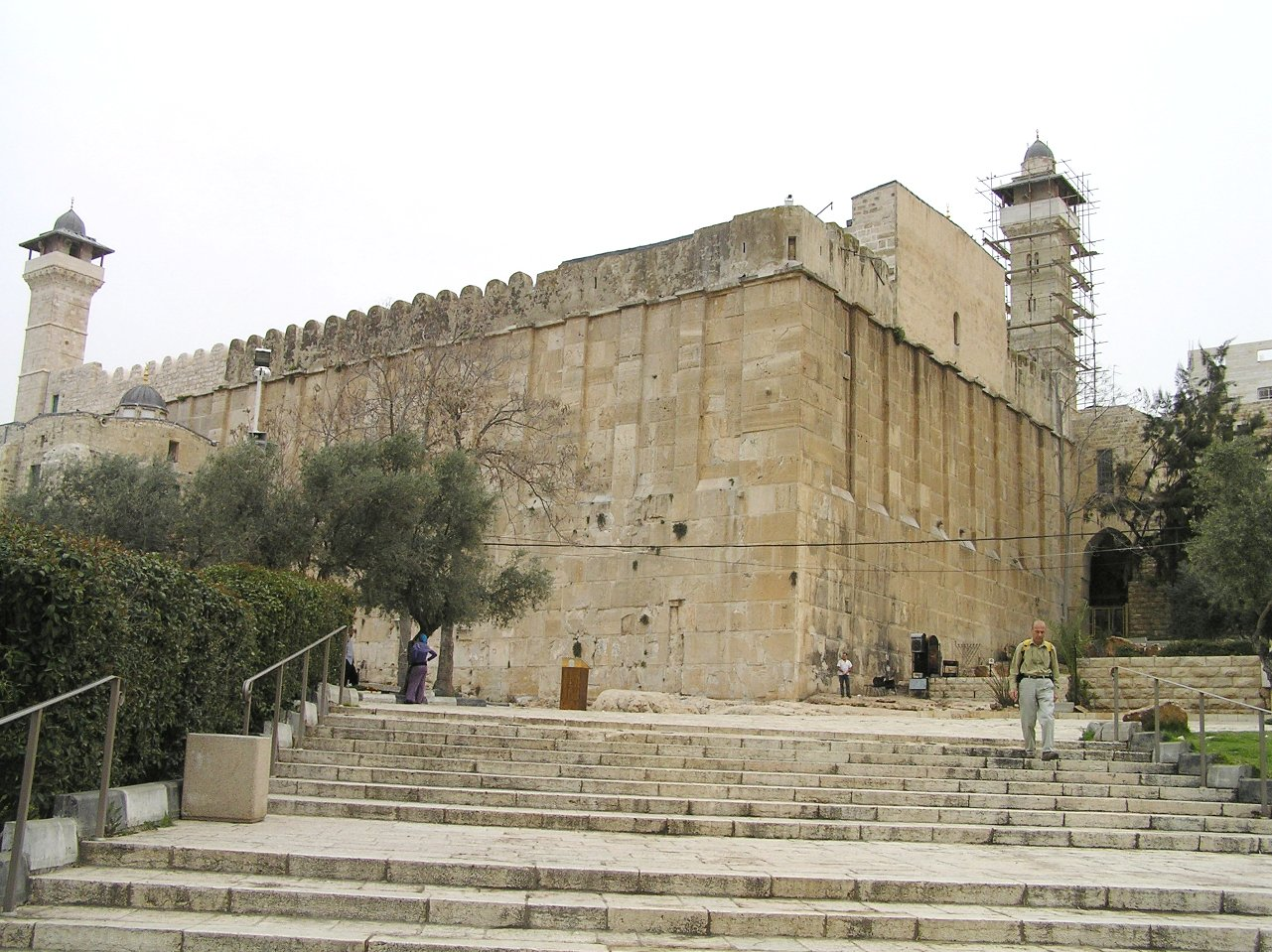
Le tombeau des Patriarches ou Mosquée d'Abraham.

Hébron est une ancienne ville royale cananéenne. Selon la Genèse, le nom de la ville était auparavant « Qiriath-Arba » du nom d'Arba, père d'Anaq, lui-même père de Shéshai, d'Ahimân et de Talmai. La ville d'Hébron est fondée sept ans avant la ville égyptienne de Tsoân.
Le voyage du patriarche Abraham, originaire d'Ur en Chaldée, prend fin en Canaan où Abraham séjourne à Hébron. Près de là se trouve le Chêne de Mambré où il reçoit la visite de trois anges qui lui annoncent la naissance d'Isaac. À Hébron, il achète la cave de Makhpéla afin d'y enterrer son épouse décédée, Sarah (Ge 18 et Ge 23, parasha Vayera et Haye Sarah).
Après sa mort, les patriarches Isaac et Jacob séjournent à leur tour à Hébron et sont également ensevelis avec leurs épouses dans le tombeau des Patriarches. Selon la tradition, c'est dans la grotte de Machpelah que se trouvent leurs tombes et où sont enterrés Abraham, Sarah, Isaac, Rébecca, Jacob et Léa. À l'époque romaine, le roi Hérode fera construire au-dessus de cette grotte le monument appelé aujourd’hui tombeau des Patriarches ou Haram al-Khalil.
Selon le livre de l'Exode, lorsque le peuple d'Israël stationne dans le désert après sa sortie de l'esclavage d'Égypte, Hébron est l'un des objectifs des 12 explorateurs envoyés par Moïse.
Lors de la conquête du pays de Canaan, la ville est prise par Josué. Après la destruction des villes de Jéricho et de Aï, Hohan, le roi d'Hébron, fait la guerre à Guibéôn dont les habitants se sont alliés aux Hébreux. Mais vaincu, Hohan doit s'enfuir et se cache alors dans une grotte à Maqqeda. Josué l'apprend et en fait obstruer l'entrée . Puis la grotte est rouverte et Hohan est exécuté par pendaison. Au coucher du soleil, il est dépendu puis jeté dans la grotte où il s'était caché.
Josué extermine les Anaqim de toute la région montagneuse, d'Hébron, de Debir et d'Anab. Des Anaqim subsistent seulement à Gaza, à Gath et à Ashdod. Lors du partage de Canaan, Hébron est attribuée à la tribu de Juda, puis devient la propriété de Caleb, fils de Yephounné. Celui-ci en chasse les trois fils d'Anaq qui sont Shéshai, Ahimân et Talmai. Hébron est ensuite déclarée ville sainte et devient la propriété des descendants d'Aaron. Caleb ne possède alors plus que les environs d'Hébron et ses dépendances. Hébron est aussi mentionnée parmi les villes d'assignation des Lévites, notamment la famille de Kohath.
Au temps de l'instauration de la royauté en Israël, Hébron est prise par les Hébreux. David y est sacré roi de la tribu de Juda et en fait sa capitale, jusqu'à la prise de Jérusalem qui devient alors la capitale du royaume d'Israël.

## Démographie

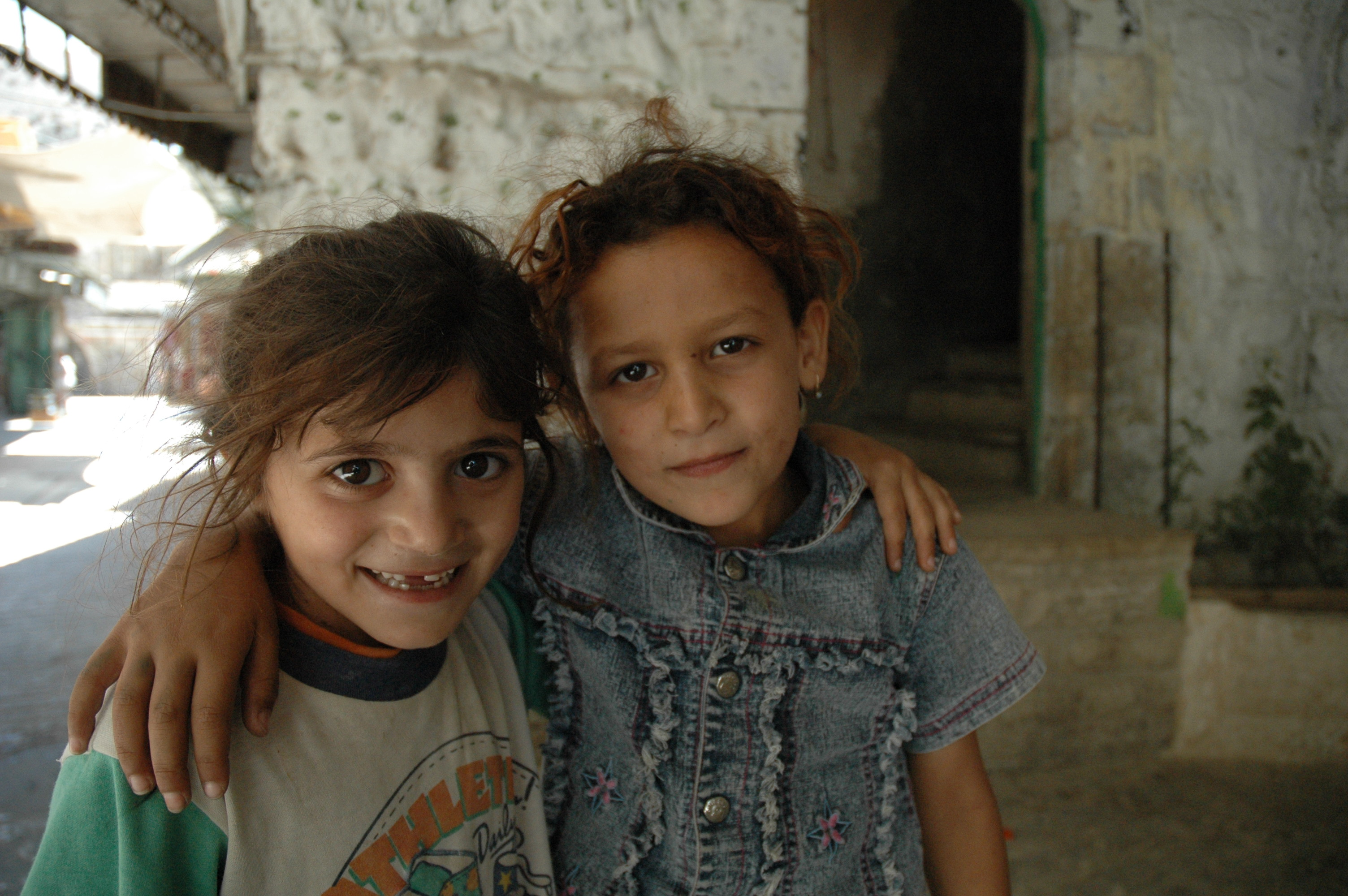
Enfants palestiniennes à Hébron

Hébron était peuplée de 130 533 habitants selon le recensement de 1997 : 130 000 musulmans, 530 juifs et 3 chrétiens.
La ville compterait environ 160 000 habitants, selon plusieurs estimations pour l'année 2007 et 202 172 pour l'année 2014.
L'évolution de la population de la ville est la suivante en croisant différentes sources :
| Années | Musulmans | Chrétiens | Juifs | Total   | Notes                                 |
| ------ | --------- | --------- | ----- | ------- | ------------------------------------- |
| 1538   | 749 f     | 7 f       | 20 f  | 776 f   | (f = foyers) ; Source : Cohen & Lewis |
| 1817   |           |           | 500   |         | [ 96 ]                                |
| 1838   |           |           | 700   |         | [ 96 ]                                |
| 1837   |           |           | 423   |         | Recensement de Montefiore             |
| 1866   |           |           | 497   |         | Recensement de Montefiore             |
| 1922   | 16 074    | 73        | 430   | 16 577  | Recensement du mandat britannique     |
| 1929   |           |           | 700   |         | [ 96 ]                                |
| 1930   |           |           | 0     |         | [ 96 ]                                |
| 1931   | 17 275    | 112       | 135   | 17 522  | Recensement du mandat britannique     |
| 1944   | 24 400    | 150       | 0     | 24 550  | Estimations                           |
| 1967   | 38 203    | 106       | 0     | 38 309  | Recensement                           |
| 1997   | 130 000   | 3         | 530   | 130 533 | [ 96 ]                                |

Hébron est divisée en deux parties selon le Protocole d'Hébron, l'une sous le contrôle de l'autorité palestinienne et l'autre sous le contrôle d'Israël,. Les chiffres après 1967 n'incluent pas la communauté juive de Kiryat Arba, une colonie israélienne située dans la banlieue Est d'Hébron et où 7 000 Israéliens résident.

## Personnalités liées
- Hani Al-Titi, écrivain palestinien né à Hébron en 1959.

## Géographie
Hébron est située au Proche-Orient, en Judée-Samarie ou Cisjordanie, à environ 30 kilomètres au sud de Jérusalem. Elle est bâtie à une altitude de 930 mètres (près de 1300 mètres au-dessus du niveau de la Mer Morte). C'est l'une des plus hautes villes de la région. Elle était considérée jusqu'au XIXe siècle comme la ville la plus élevée du Moyen-Orient.
La ville bénéficie d'un climat tempéré, sa température moyenne annuelle variant de 15 à 17 °C.  Les précipitations y sont d'environ 500 mm par an.

## Religion
Hébron est un des lieux saints reconnus par les trois religions abrahamiques. Le Tombeau des Patriarches, aujourd'hui partagé entre une synagogue et une mosquée, est vénéré par les juifs, les musulmans et les chrétiens (dont les orthodoxes qui ont un monastère aux abords de la ville).

## Lieux remarquables
- le Tombeau des Patriarches ou Mosquée d'Abraham
- le musée archéologique de l'époque cananéenne
- le chêne de Mambré[101], un très vieux chêne dont l'âge est estimé à 850 ans. Situé à l'ouest d'Hébron, il est connu sous le nom d'Eshel Avraham ("אשל אברהם"), bien que le mot Eshel signifie en hébreu "tamaris". Ce serait le site de l'apparition des trois anges à Abraham
- le monastère de la Sainte-Trinité, dont dépend le site du chêne de Mambré
- le cimetière juif karaïte
- le site archéologique de Tel Romeida, localisation de la ville antique d'Hébron
- les tombes d'Abner, de Jessé (père du roi David) et de Ruth (grand-mère de Jessé, voir dans la Bible, livre de Ruth 4,22), à Tel Romeida
- la synagogue Abraham Avinou dans le quartier juif historique
- la source d'Abraham
- l'ancien cimetière juif
- le tombeau d'Otniel ben Kenz
- l'hôtel Palestine
- la mosquée Ibn Othman
- la mosquée Khalid ibn al-Walid
- l'ancien Khan al-Wakala (caravansérail)

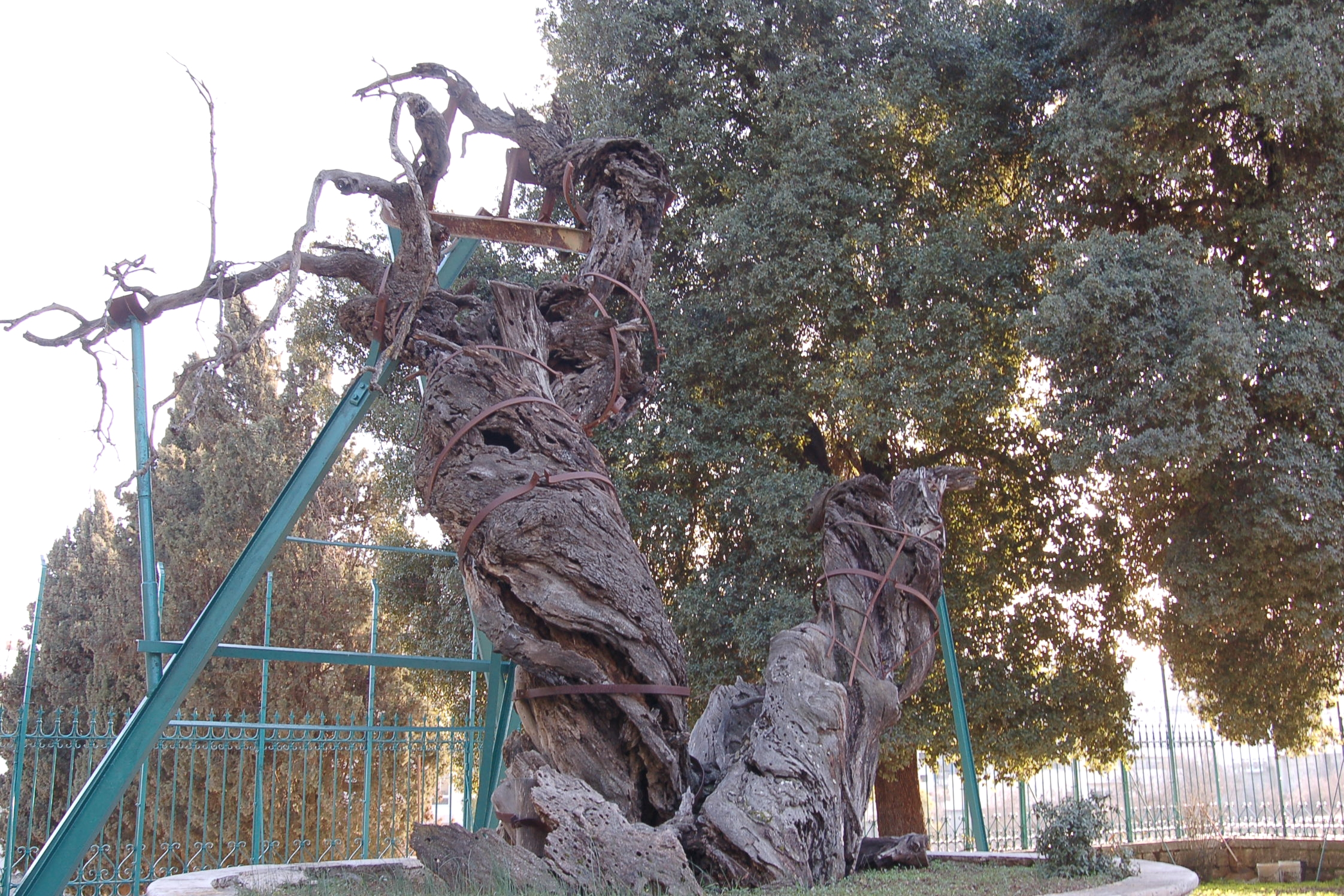
Le chêne de Mamré.
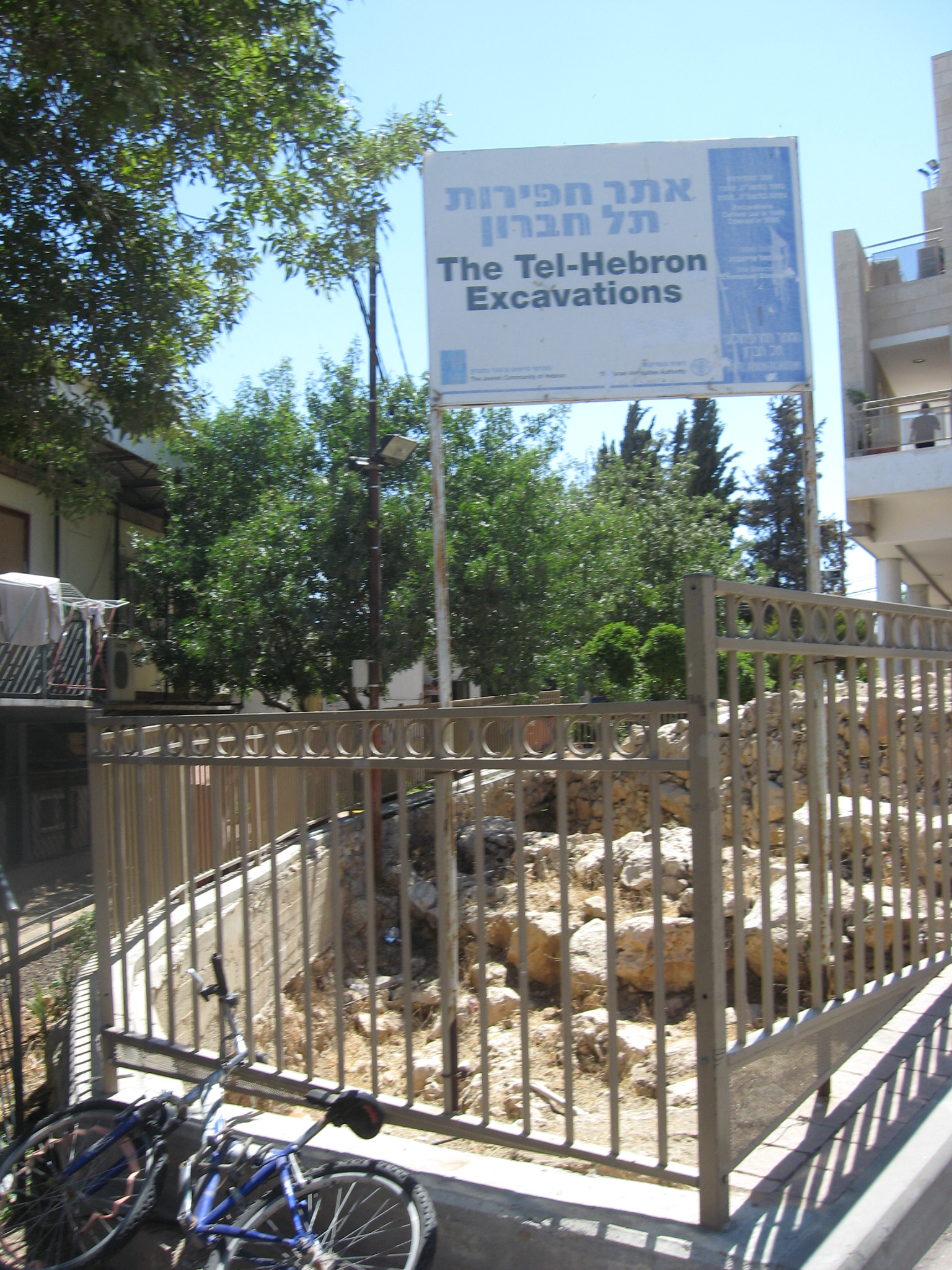
Vestiges d'une antique muraille à Tel Romeida.
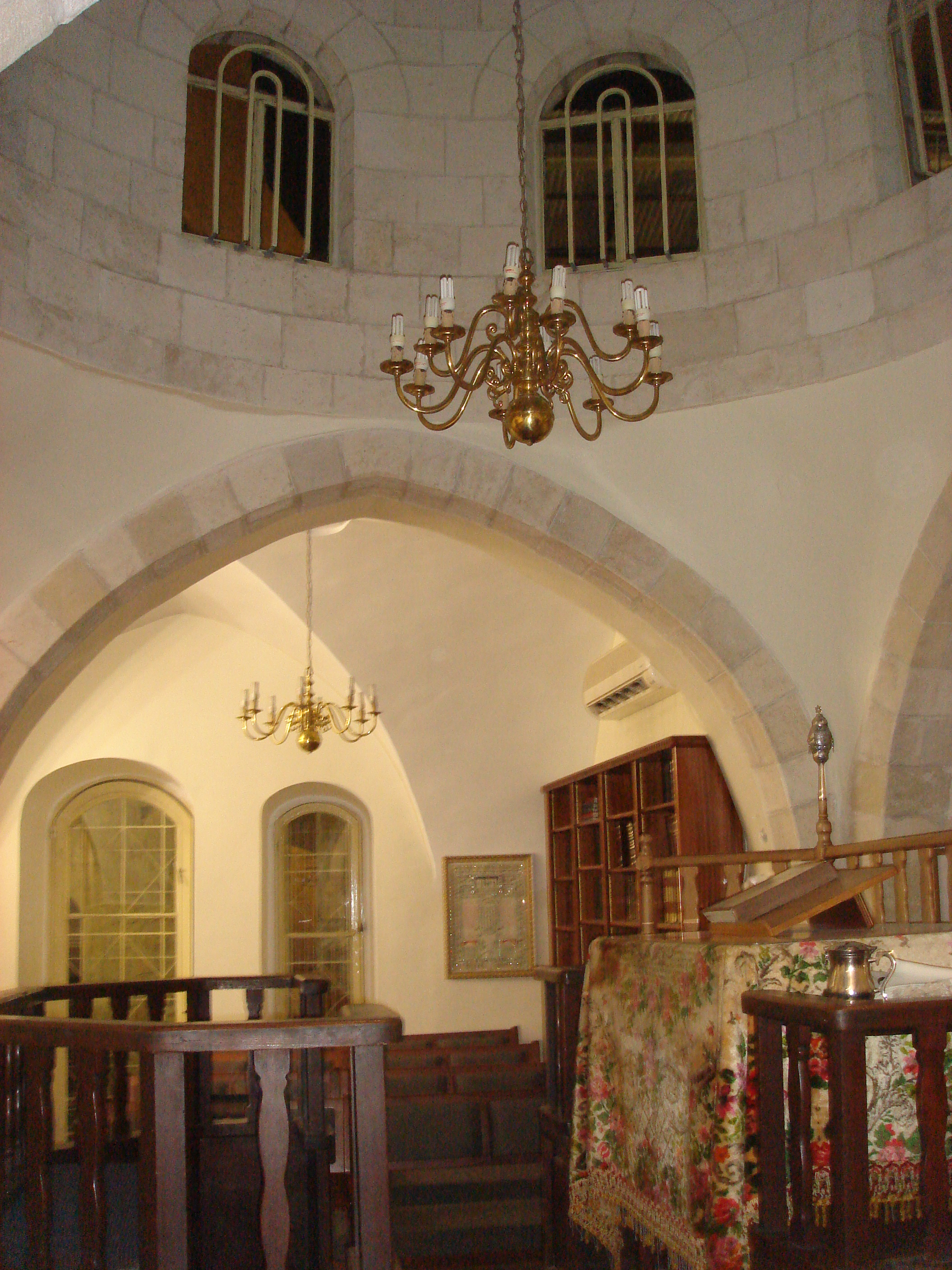
Synagogue Avraham Avinou.
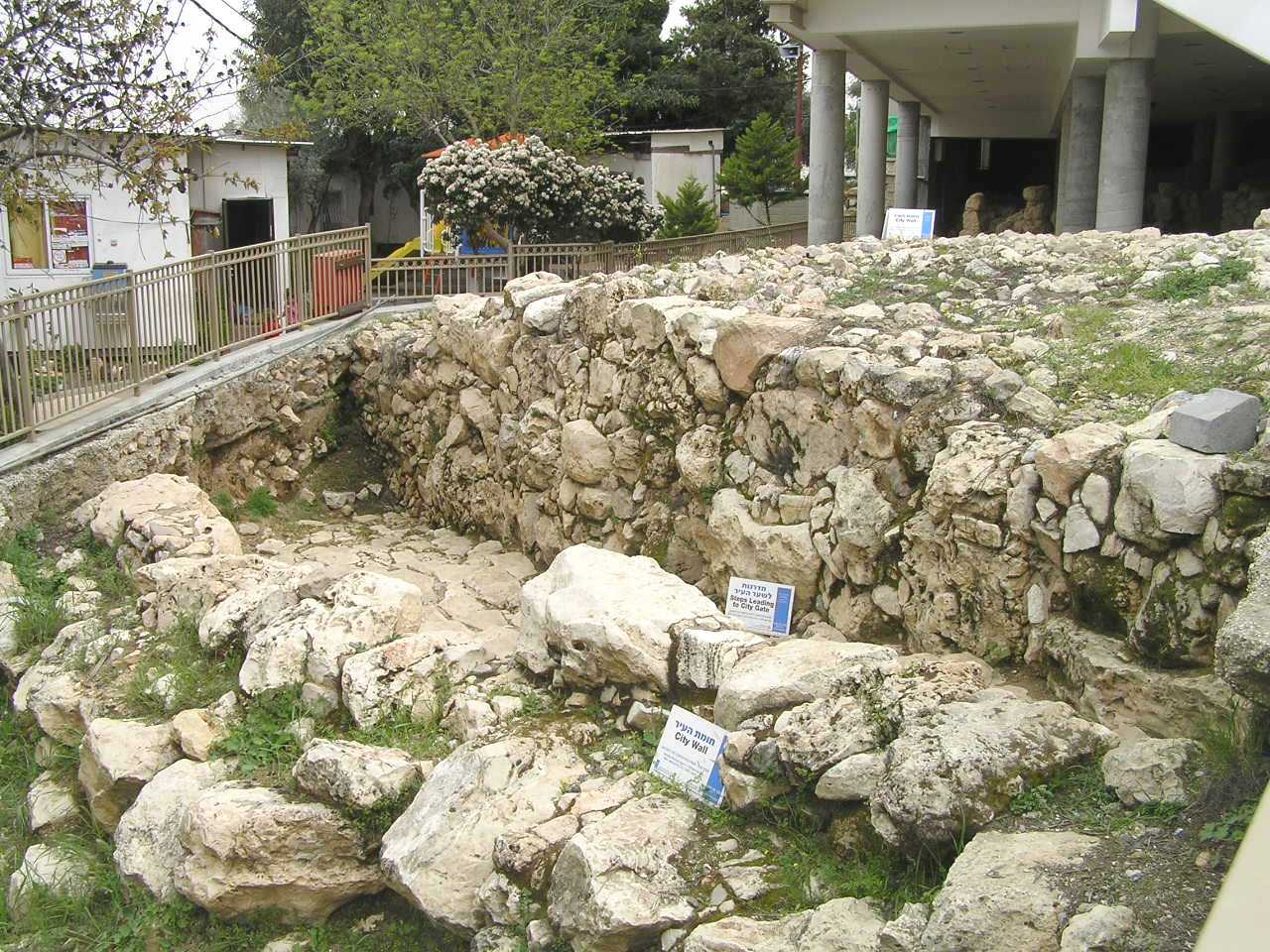
Vestige de la ville juive pendant la période du Second Temple.
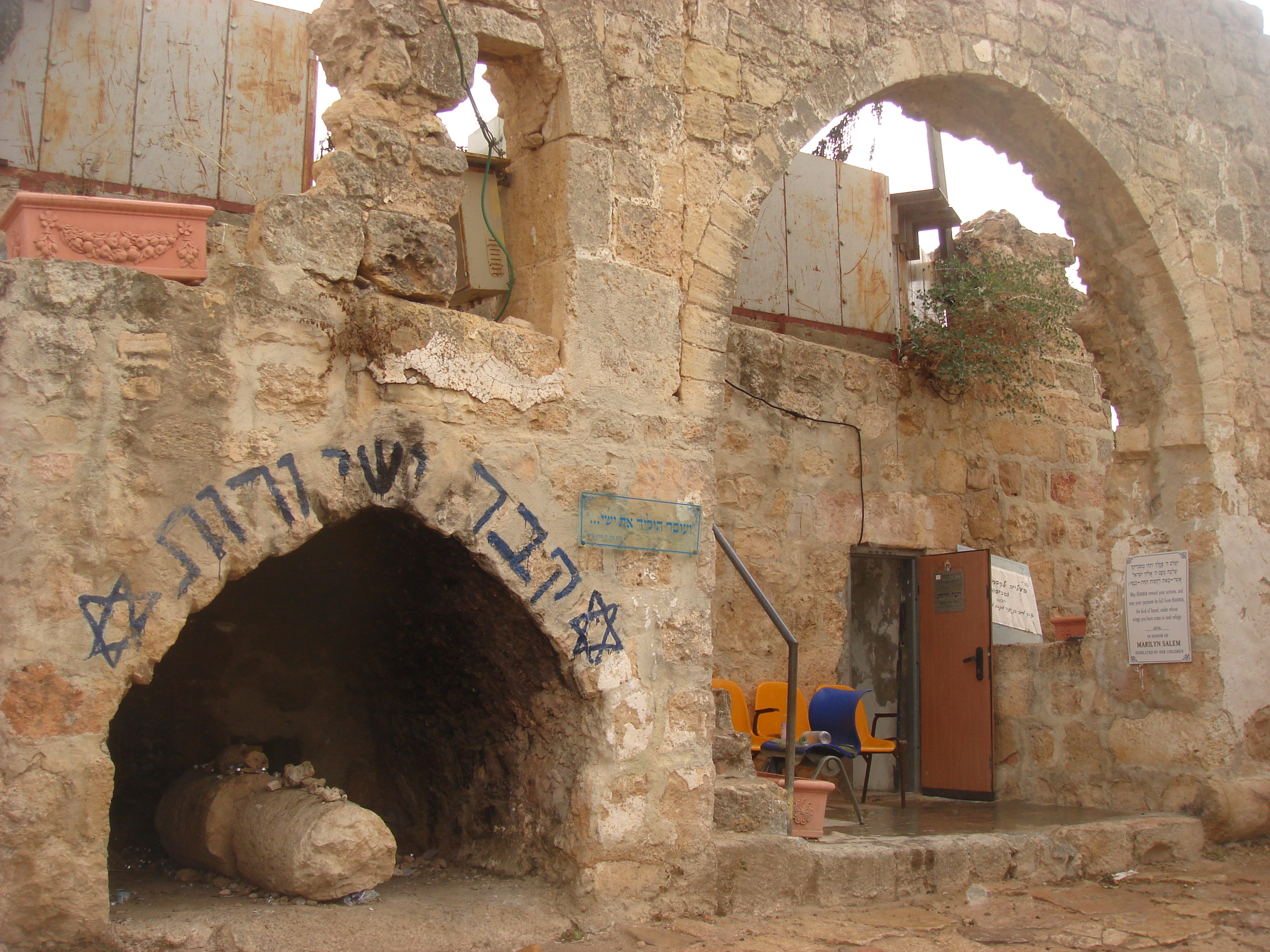
Tombe de Ruth et Yishai, avec une synagogue.
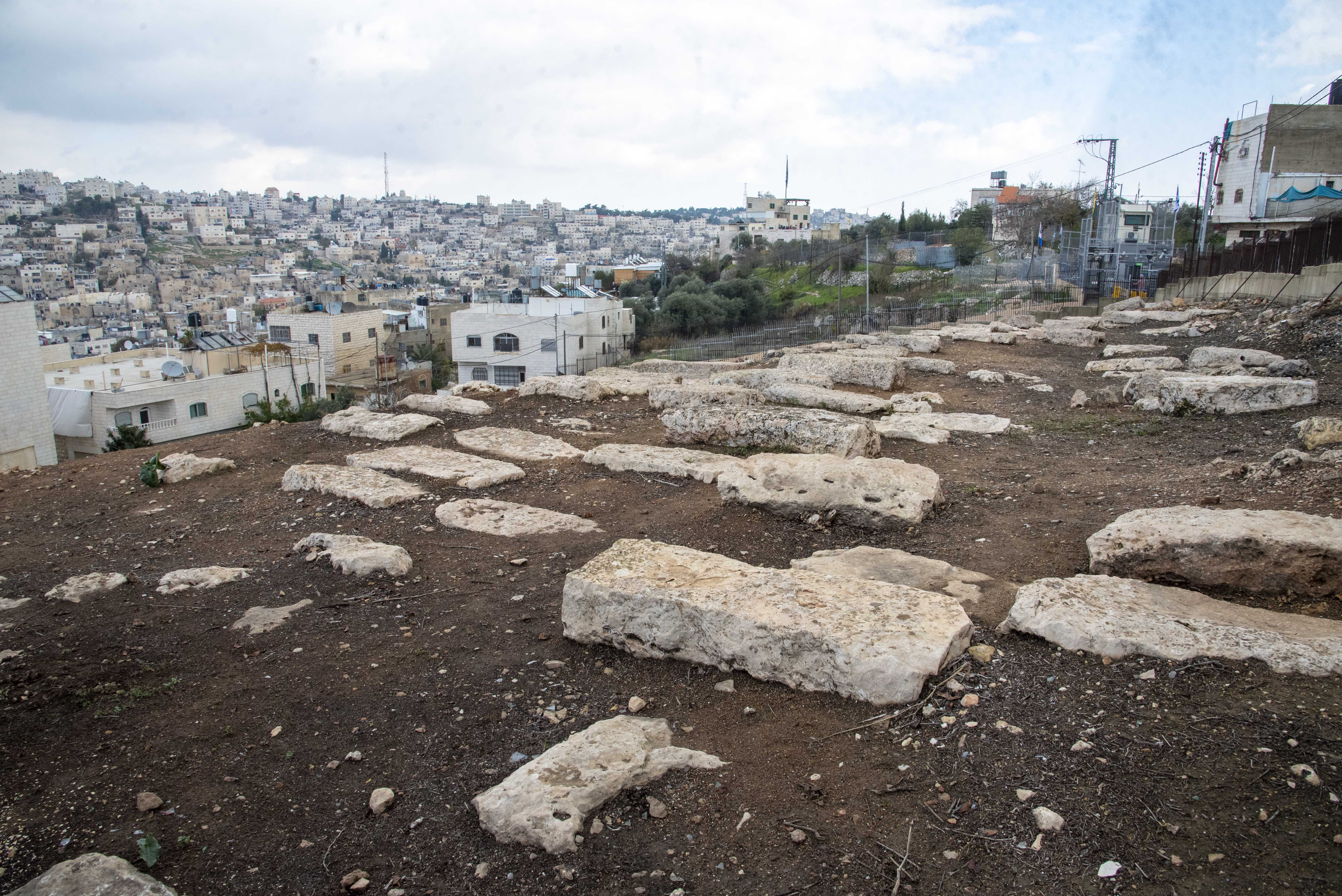
L'ancien cimetère juif datant de l'antiquité.
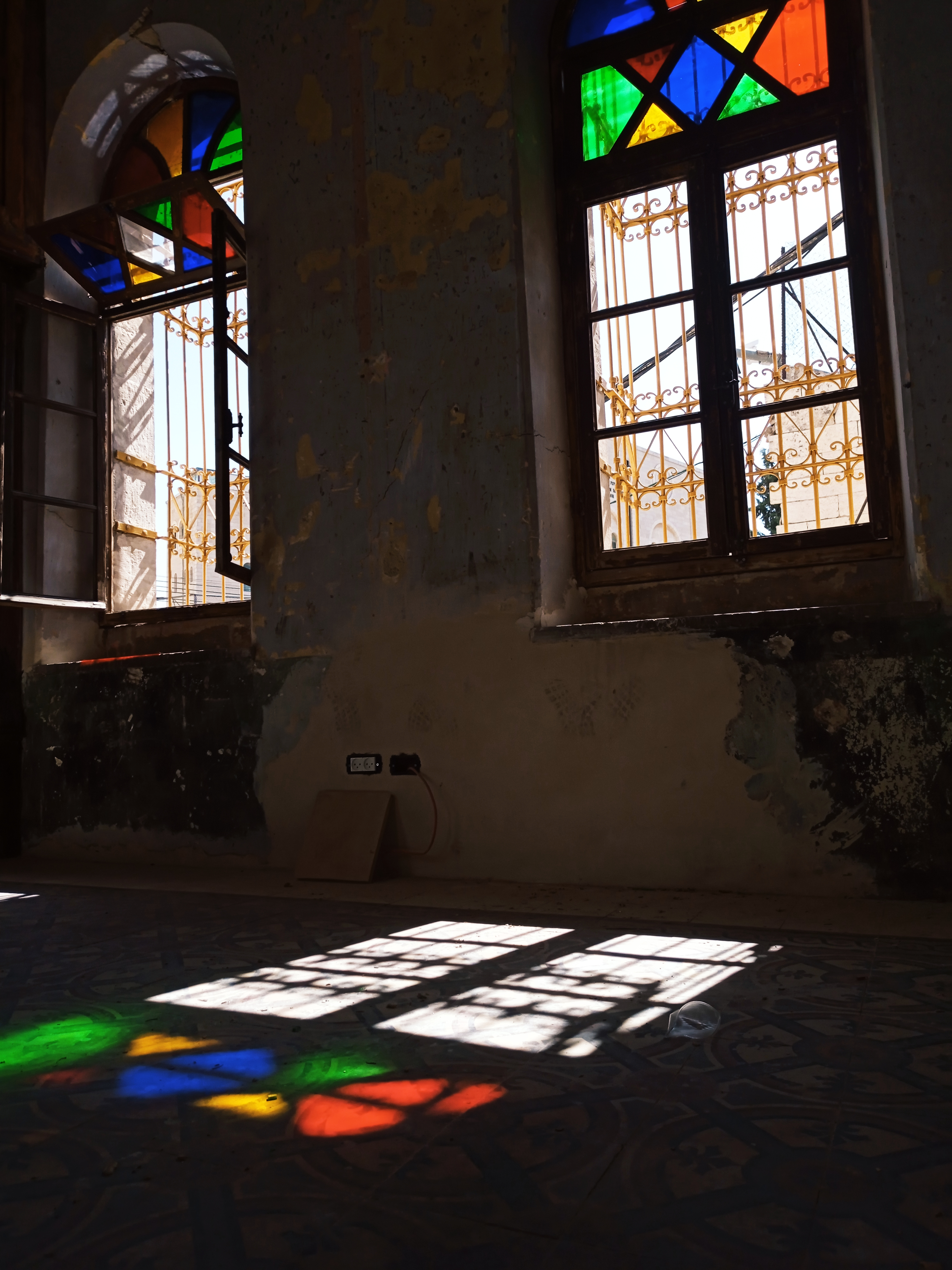
Dans le nouveau musée d'Hébron. Septembre 2020.
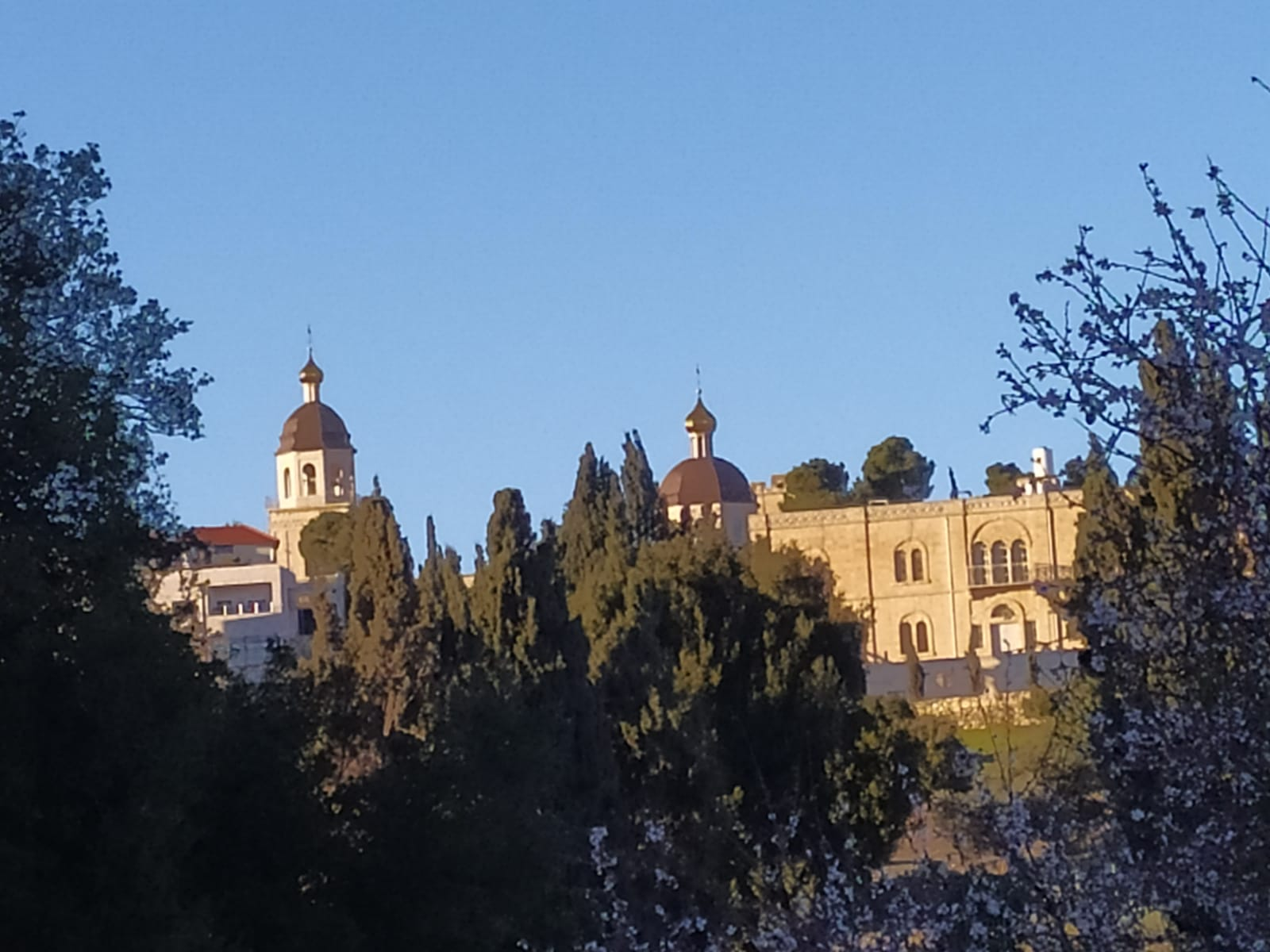
Le monastère de la Sainte-Trinité.
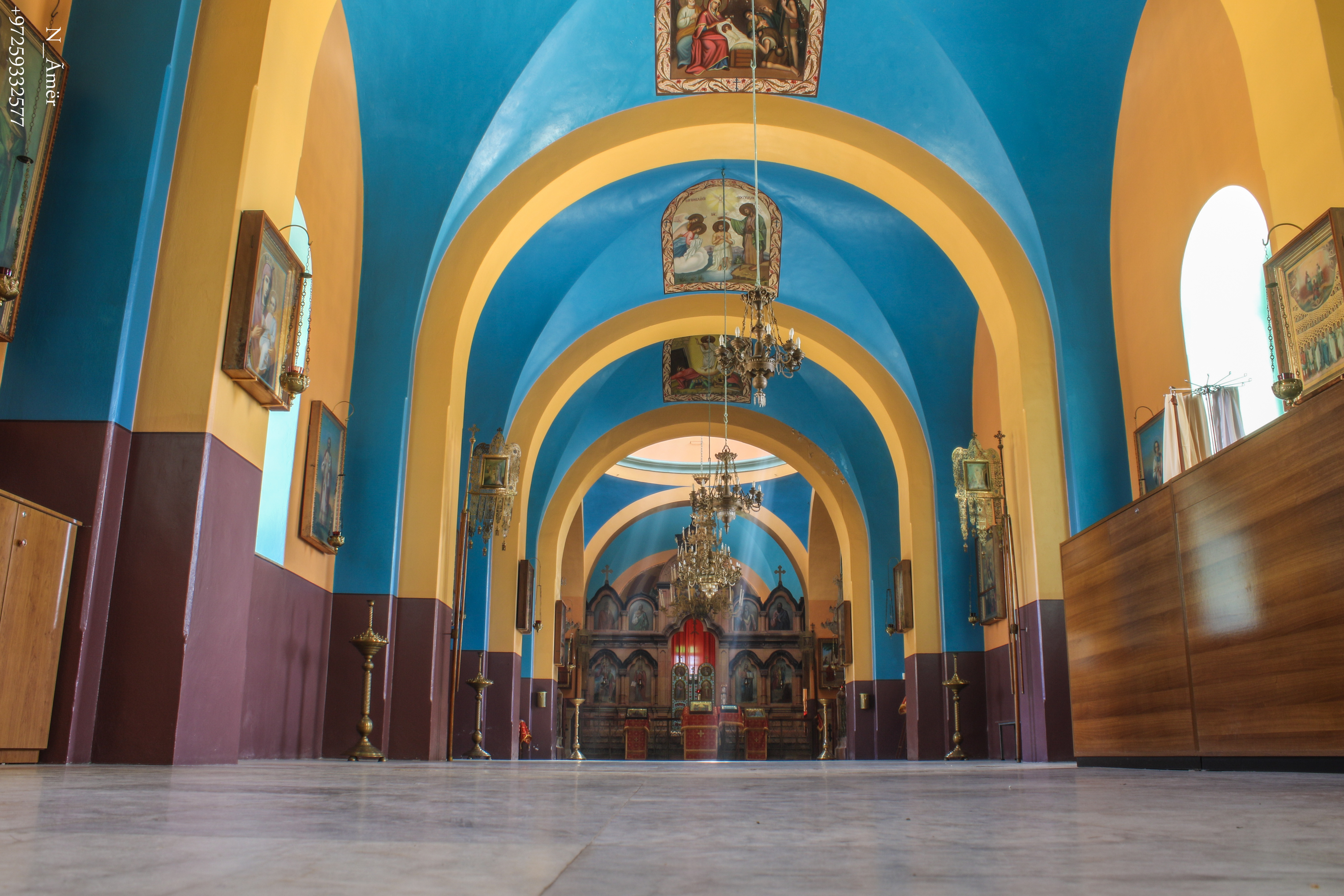
L'église du monastère.
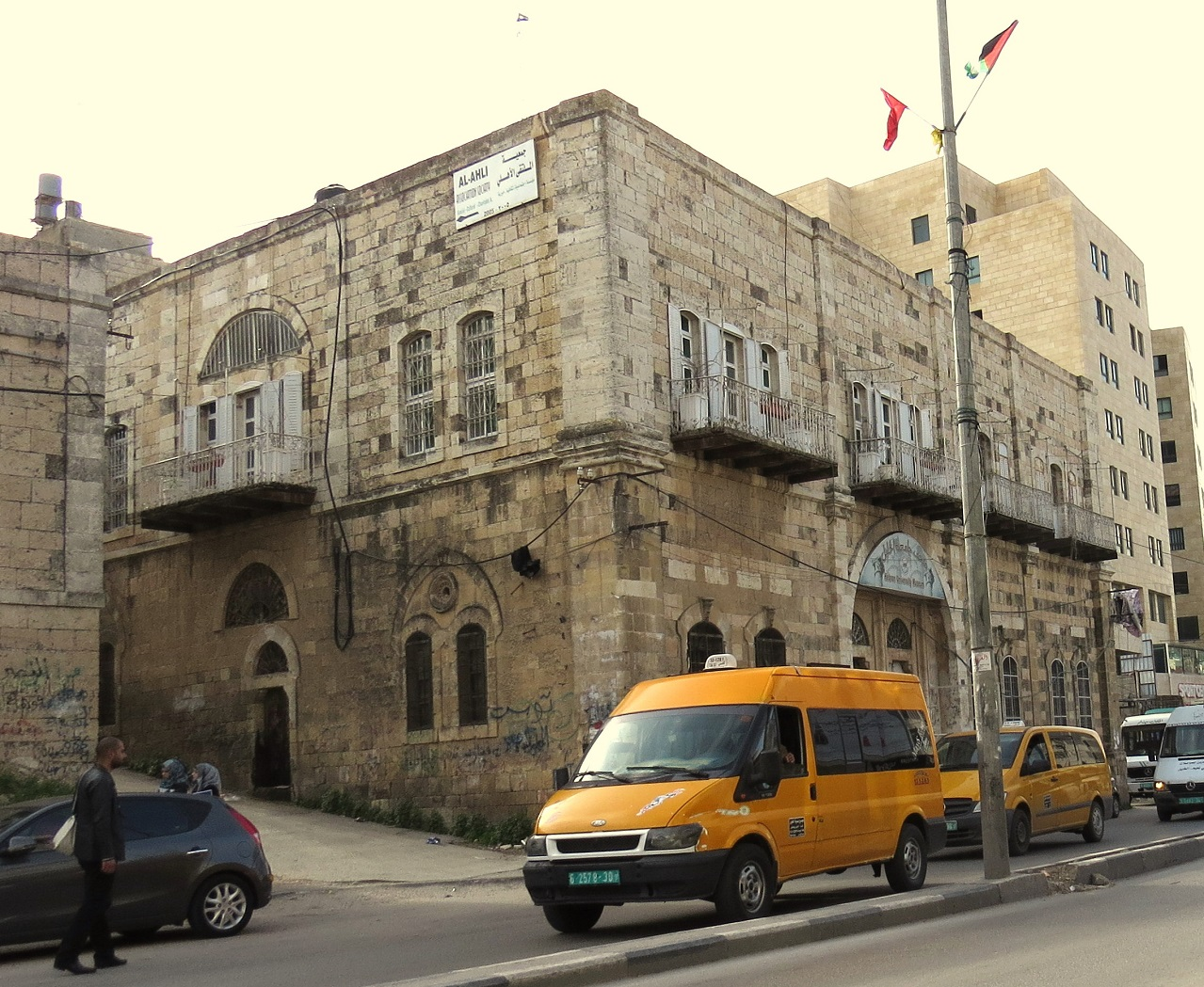
Musée de l'université d'Hébron.
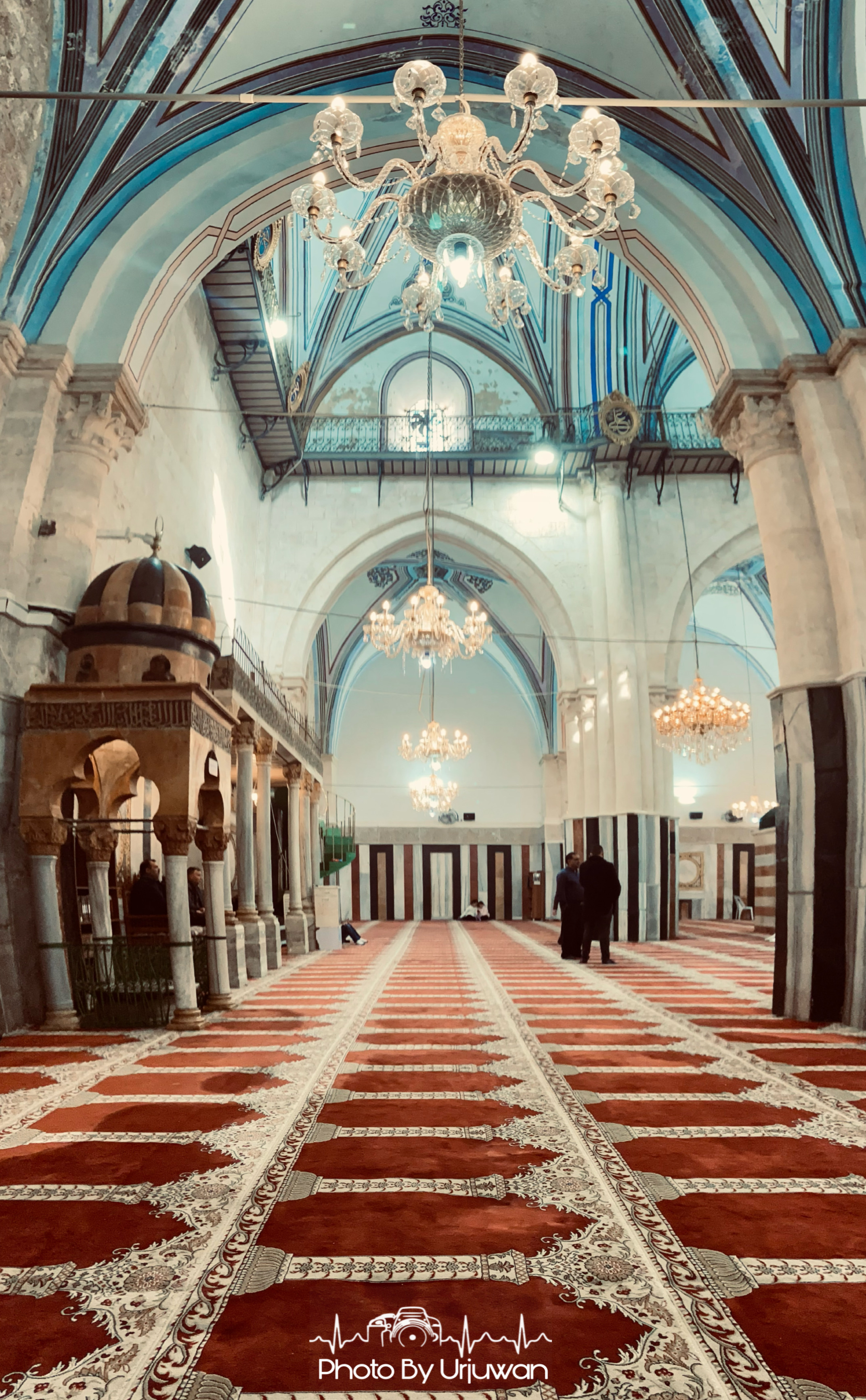
Mosquée d'Abraham.
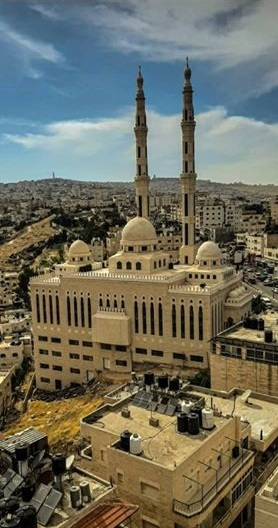
Mosquée Al-Shafi'i.
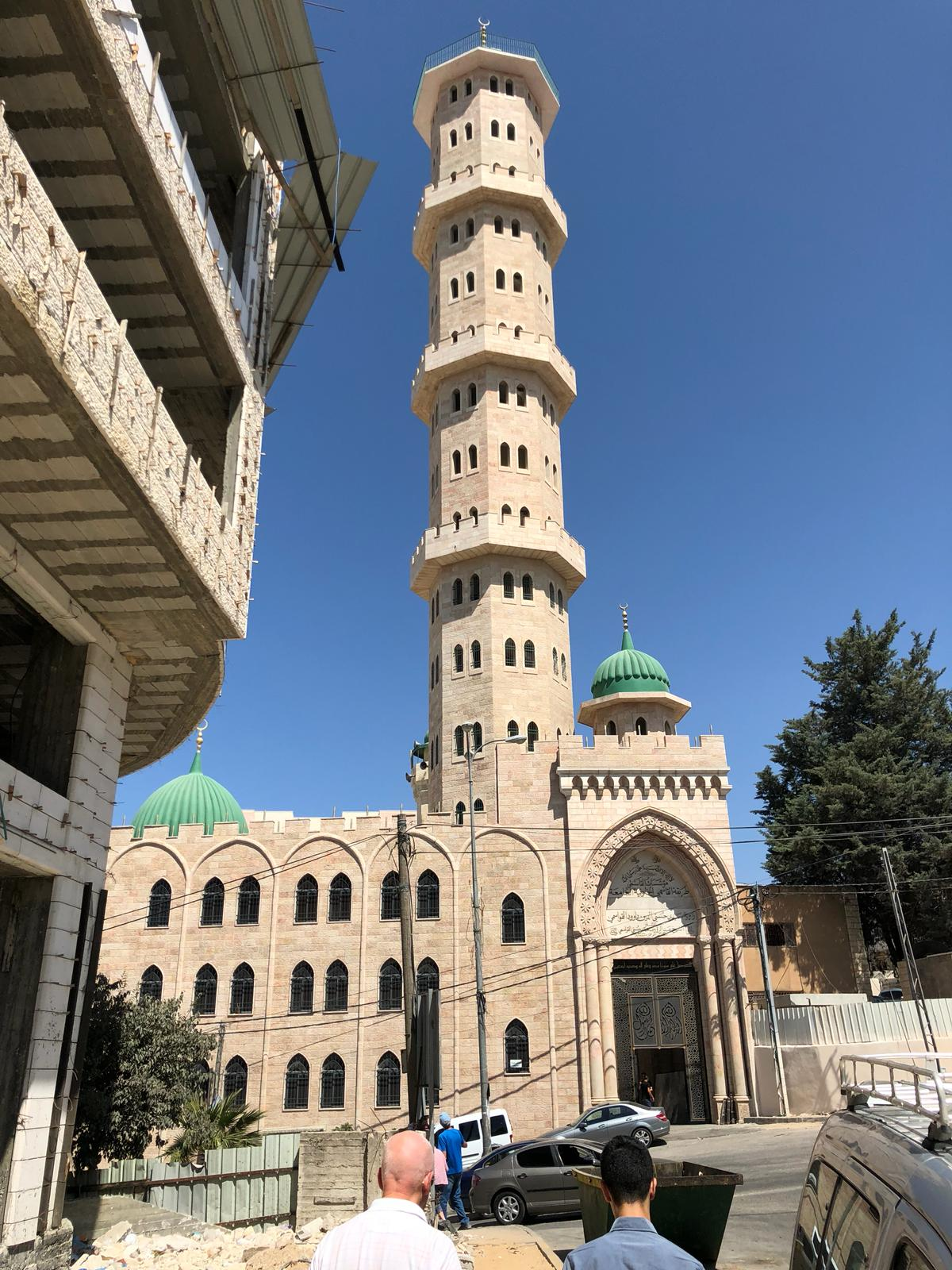
Mosquée de la Garde.
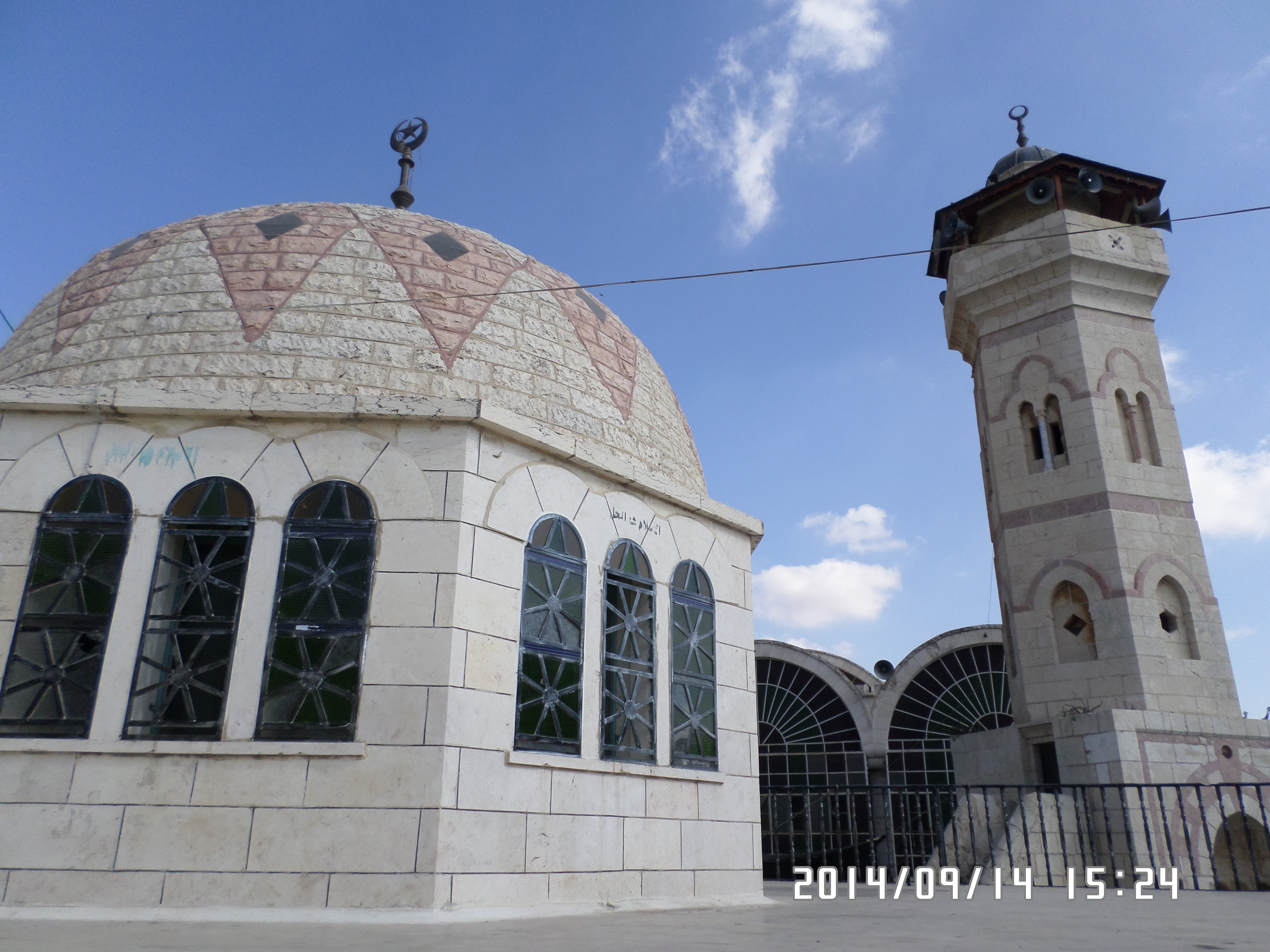
Mosquée Cheikh Ali Al-Bakka.
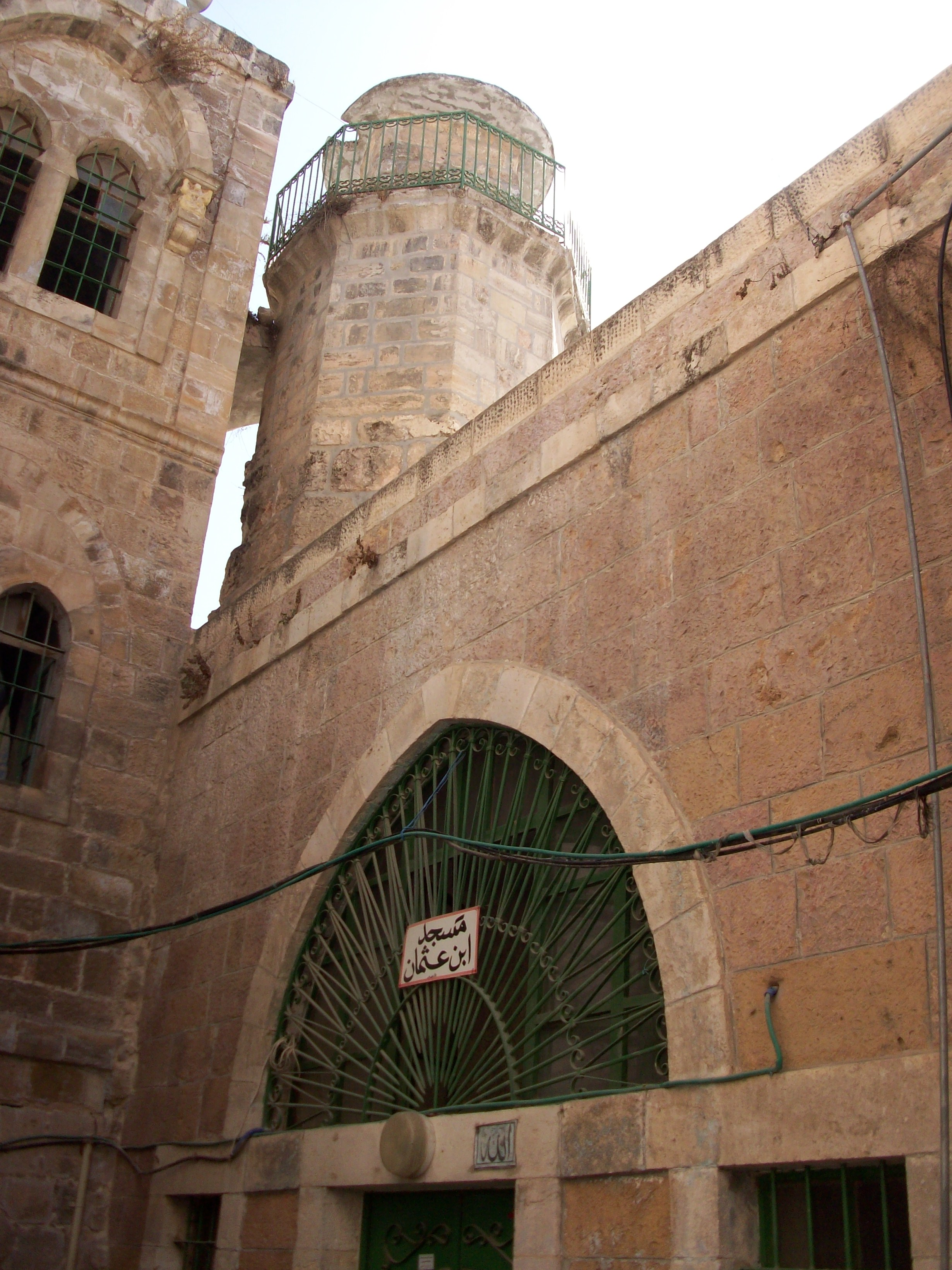
Mosquée Ibn Othman.
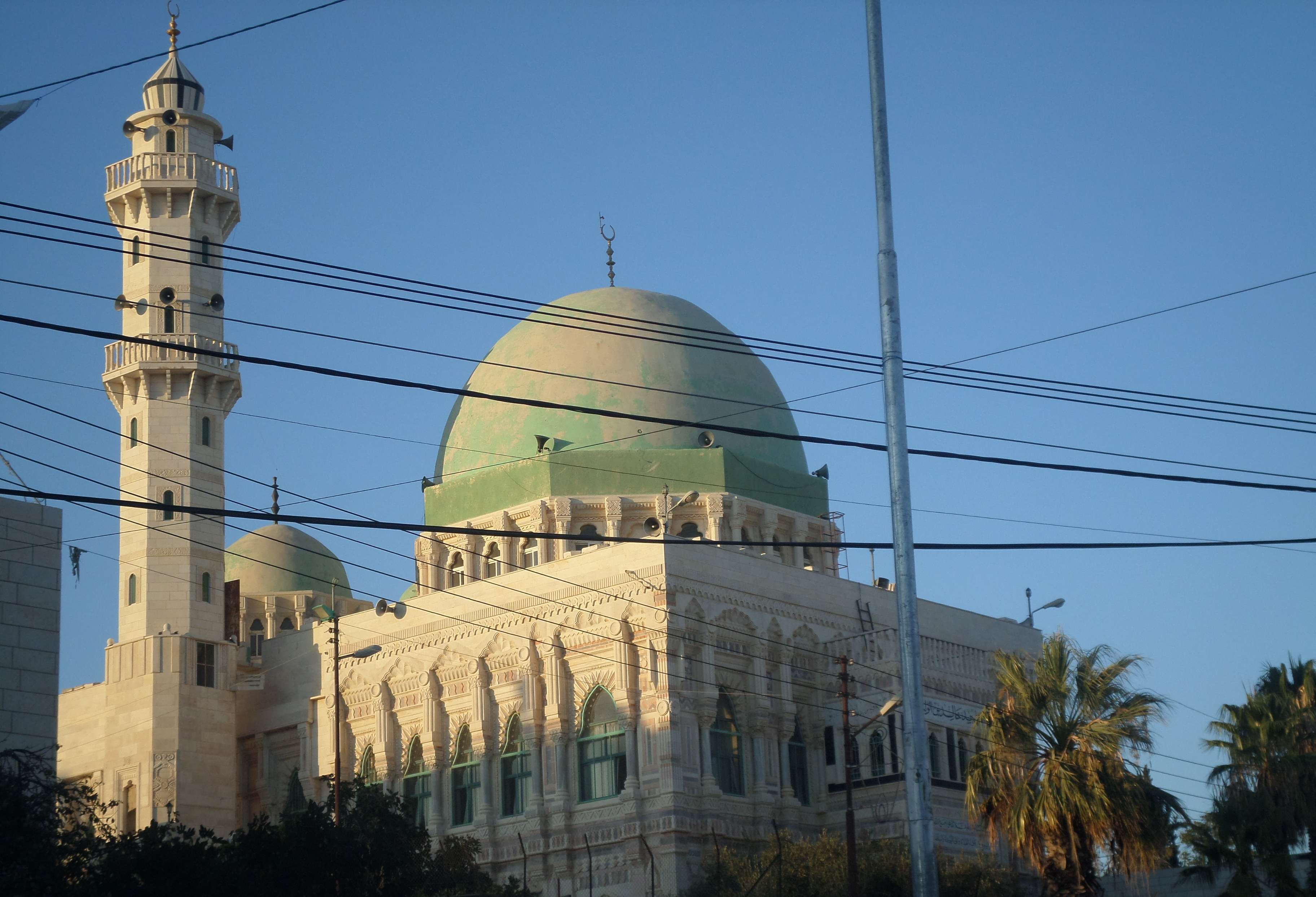
Mosquée Khalid ibn al-Walid.

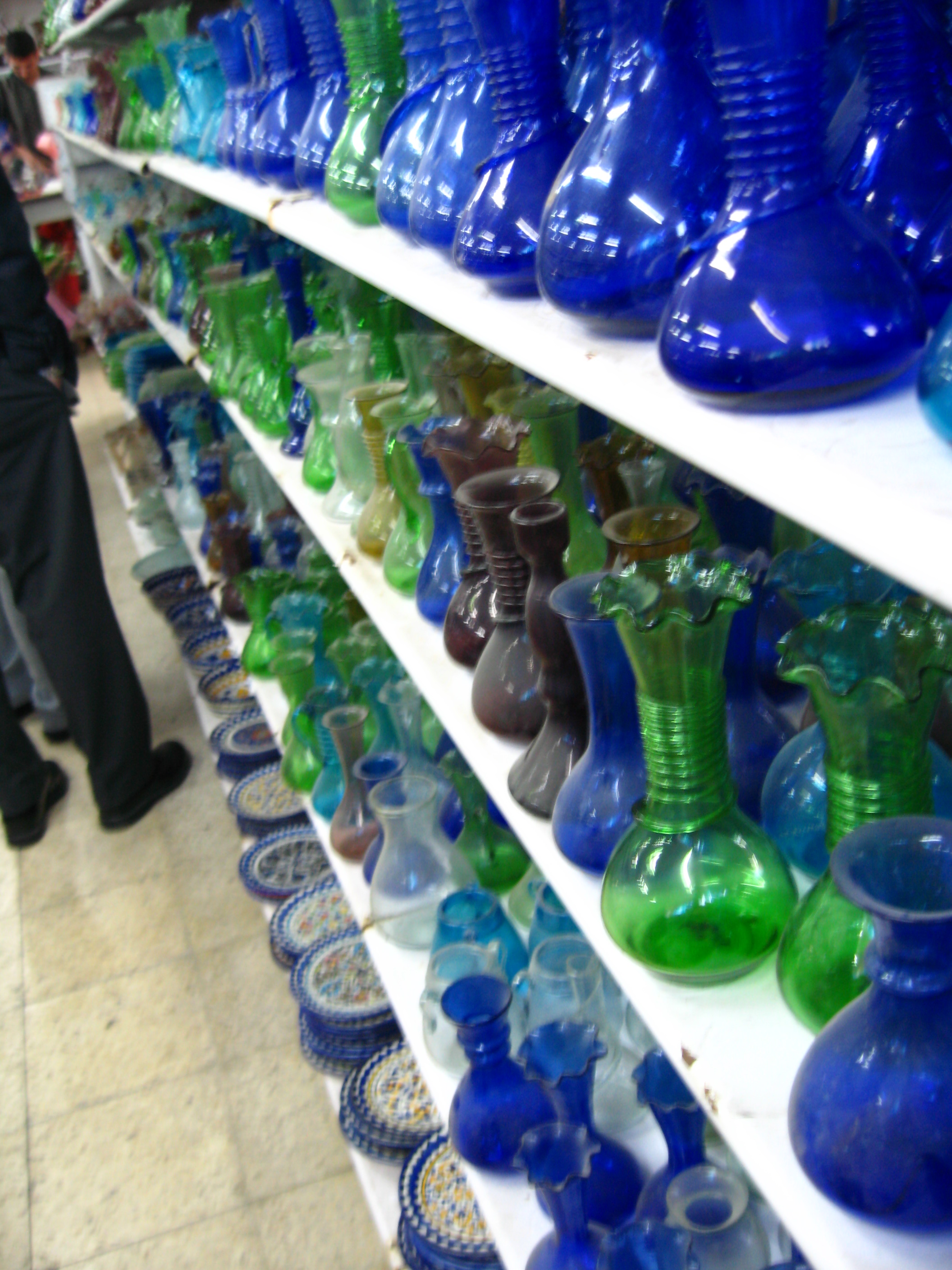
le verre bleu d'Hébron

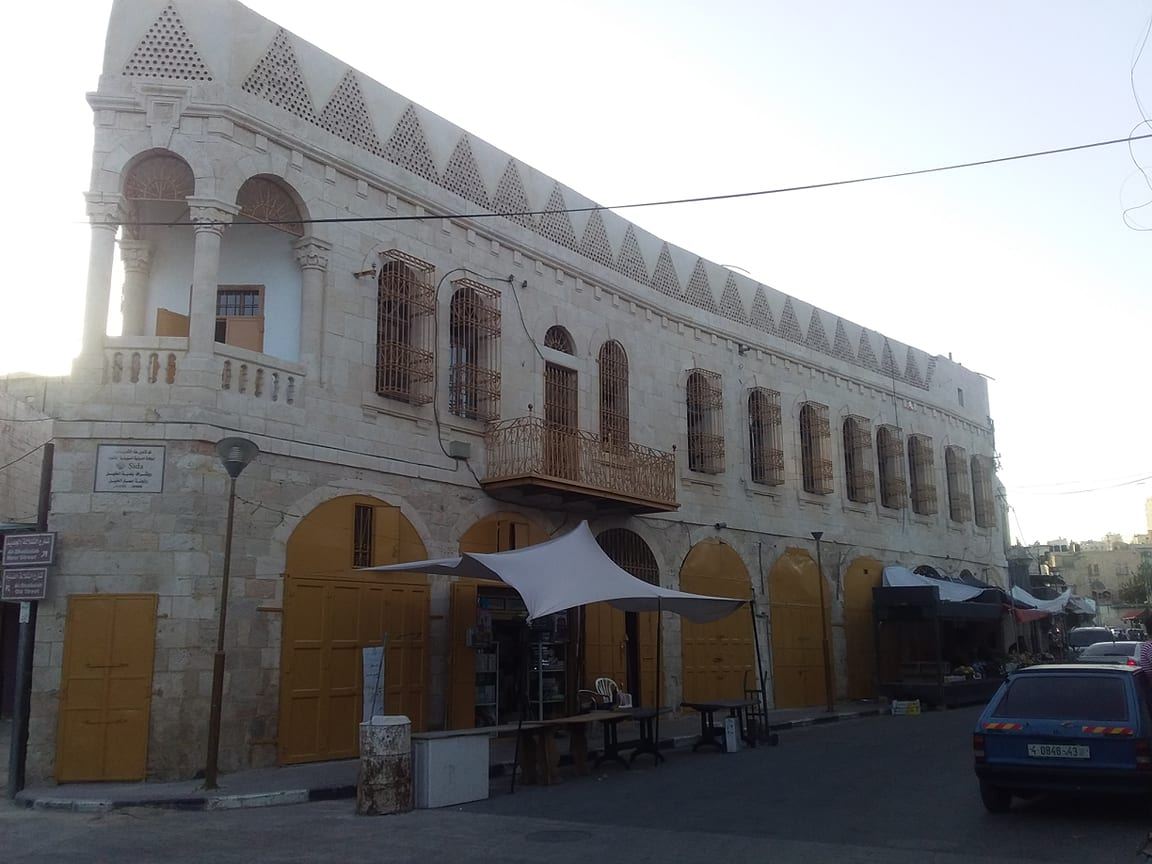
L'hôtel Palestine en 2020.

### Les verreries
À Ras al-Jora, à l'entrée nord d'Hébron se trouvent des verreries et des fabriques de céramiques renommées. Elles produisent en particulier un verre de couleur bleue, mais on trouve aussi du vert, du turquoise et du rouge foncé. Ces couleurs sont obtenues grâce à des oxydes métalliques. Ce verre est utilisé pour produire des vitraux, des bijoux et des lampes. La plupart des objets vendus dans les magasins de la ville sont des verres, des plats, des bols et des vases.
Cette tradition de l'artisanat du verre existe depuis des siècles, et remonterait à l'époque romaine. Il existe dans la vieille ville un « quartier des souffleurs de verre ». La technique utilisée est similaire à celle que l'on trouve à Venise.

## Jumelage
La ville d'Hébron est jumelée avec la ville française de Saint-Pierre-des-Corps (Indre-et-Loire) depuis 1982 et avec la ville britannique de Derby depuis 2014.